# Architecture néo-classique en Belgique

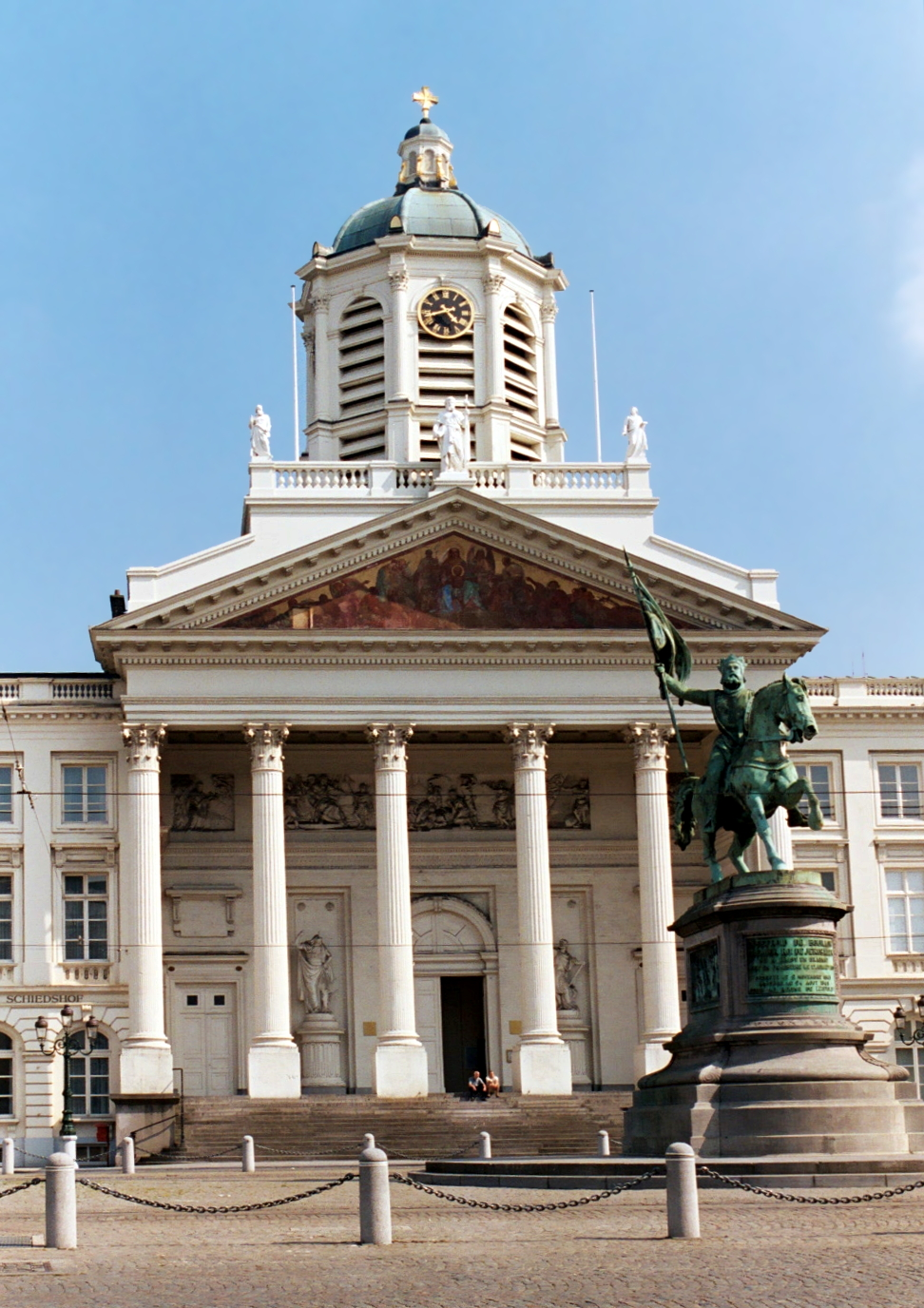
Église Saint-Jacques-sur-Coudenberg
Bruxelles, Jean-Benoît-Vincent Barré et Barnabé Guimard, 1776-1787

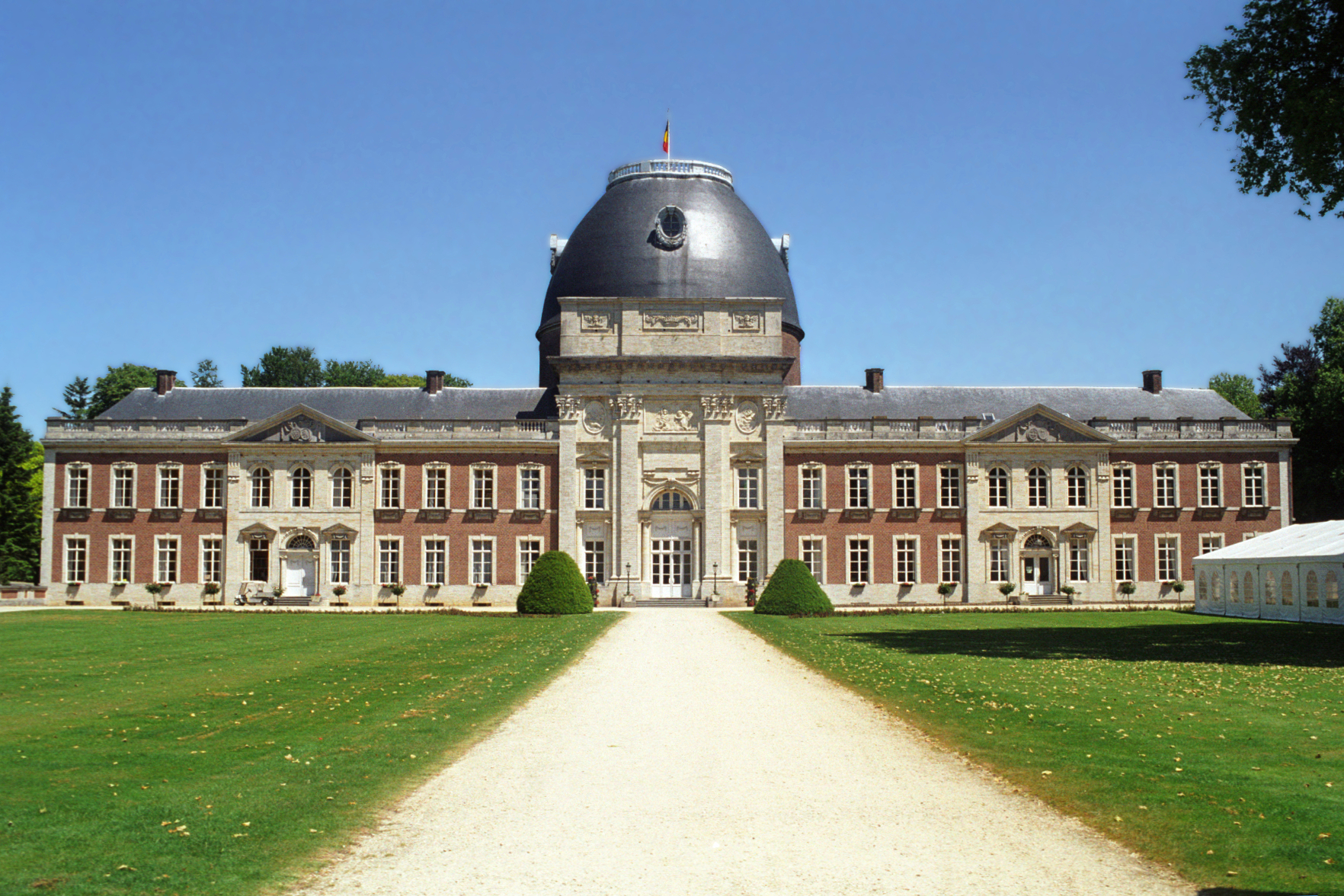
Abbaye d'Hélécine
Laurent-Benoît Dewez, 1762-1780

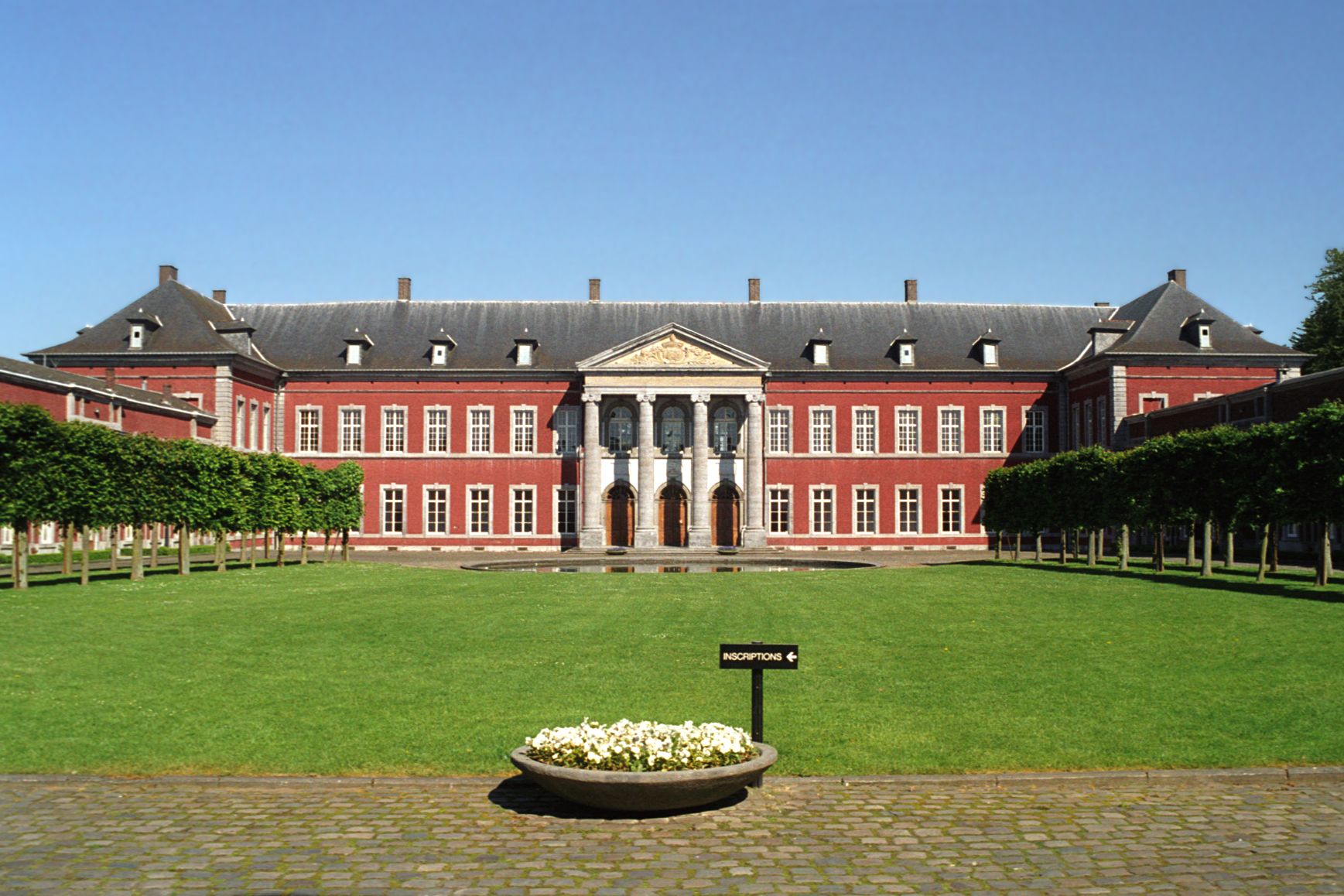
Abbaye de Gembloux
Laurent-Benoît Dewez, 1762-1779

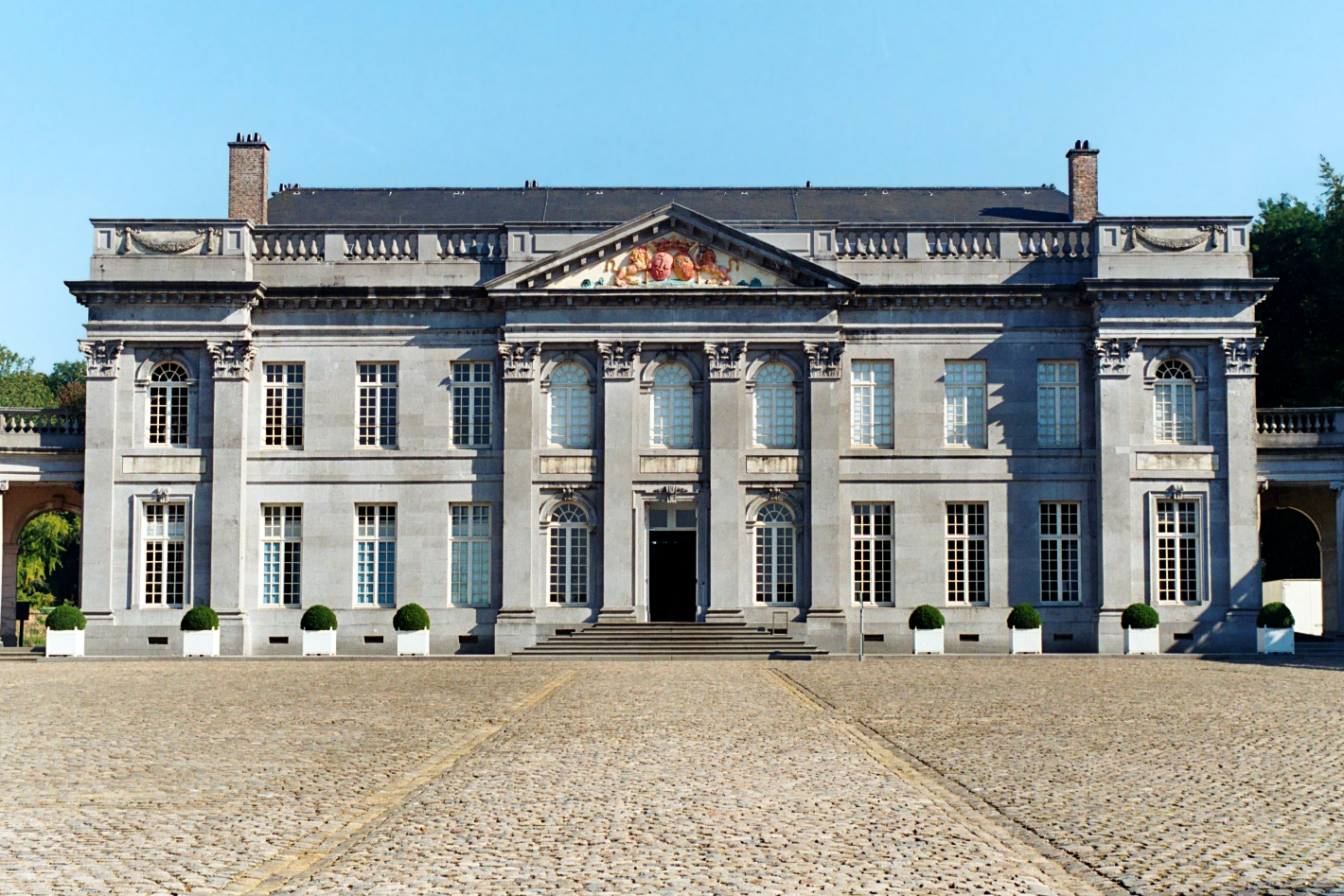
Château de Seneffe
Laurent-Benoît Dewez, 1763-1768

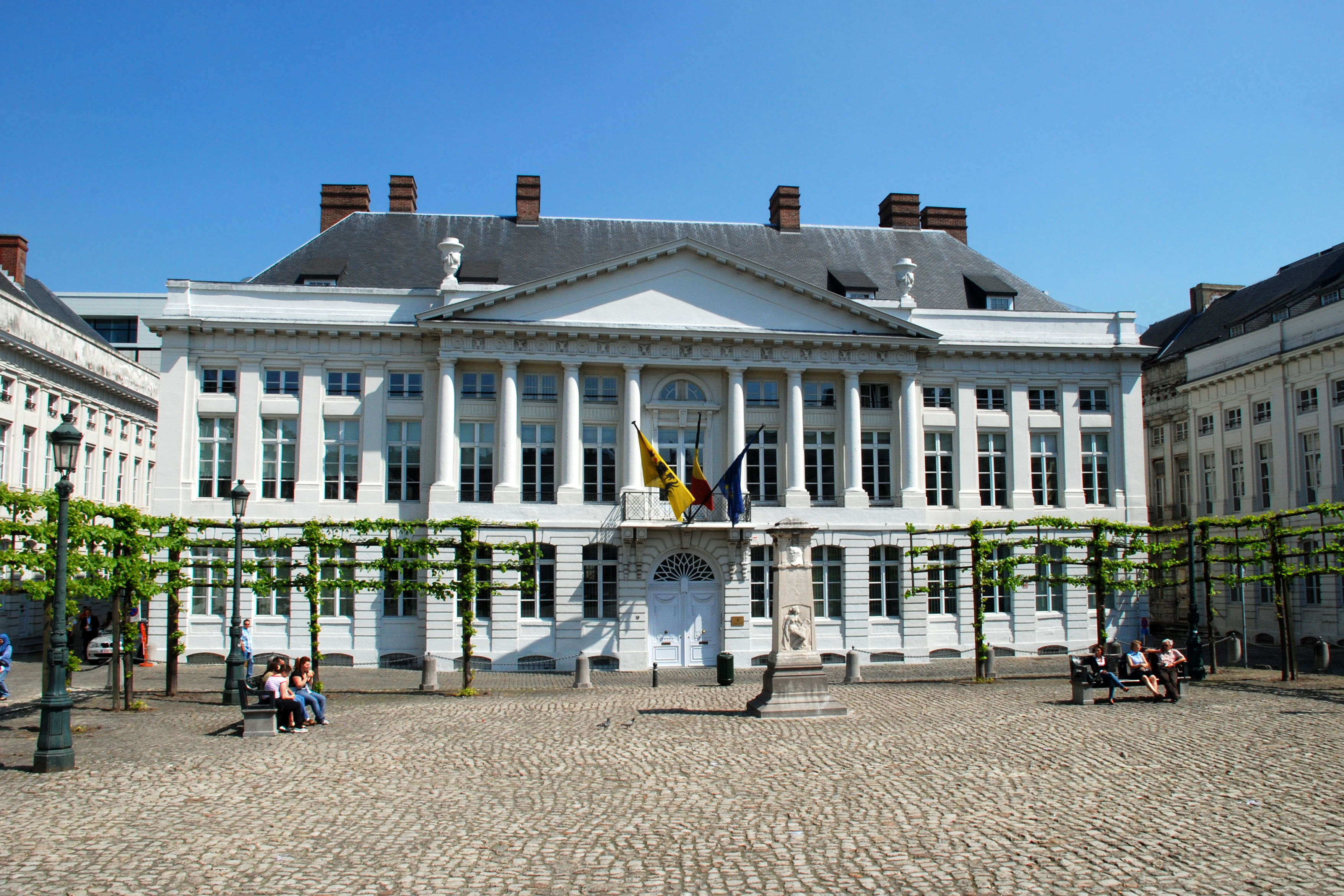
Place des Martyrs
Bruxelles, Claude Fisco, 1774

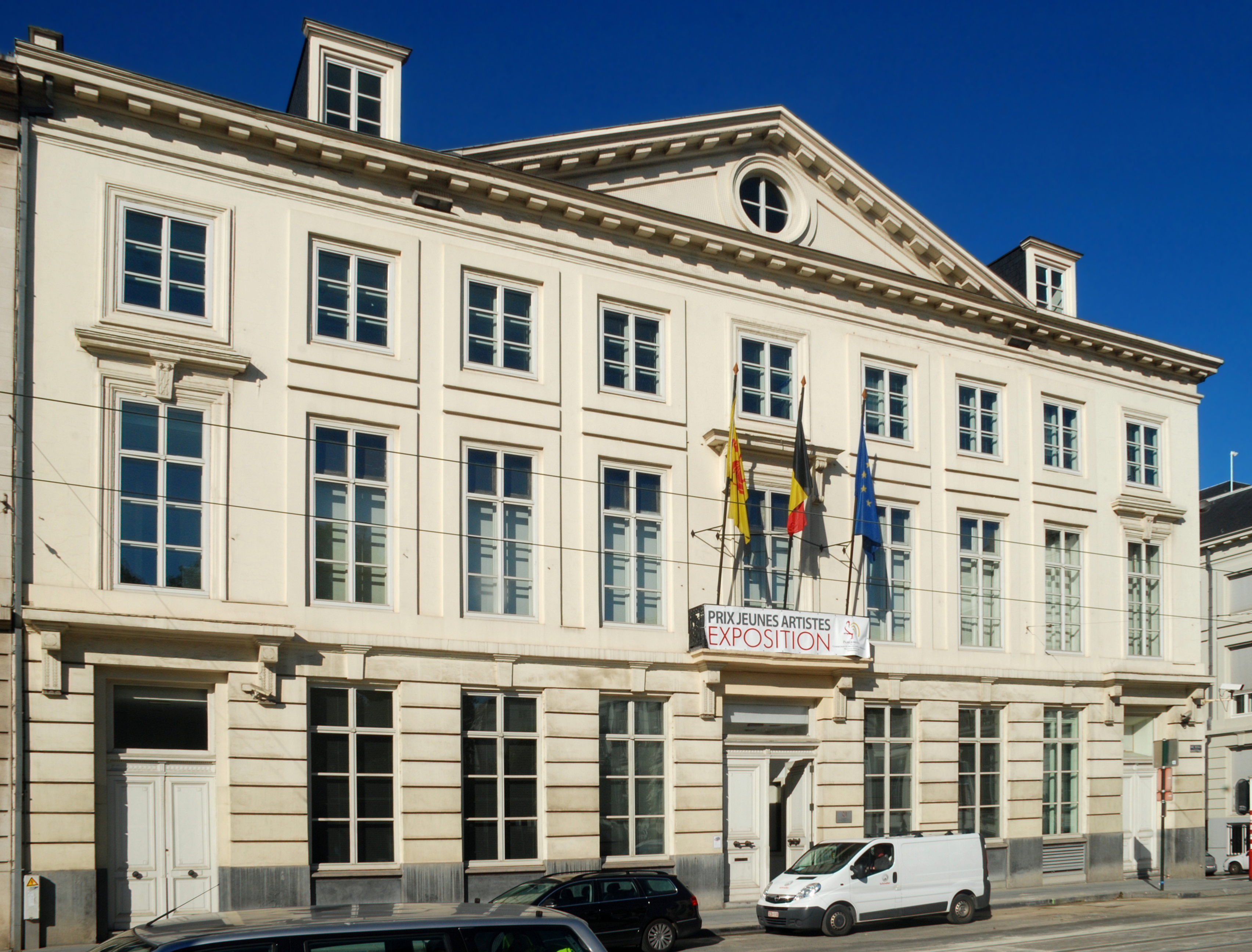
Hôtel de Ligne
Bruxelles, Barnabé Guimard, 1777

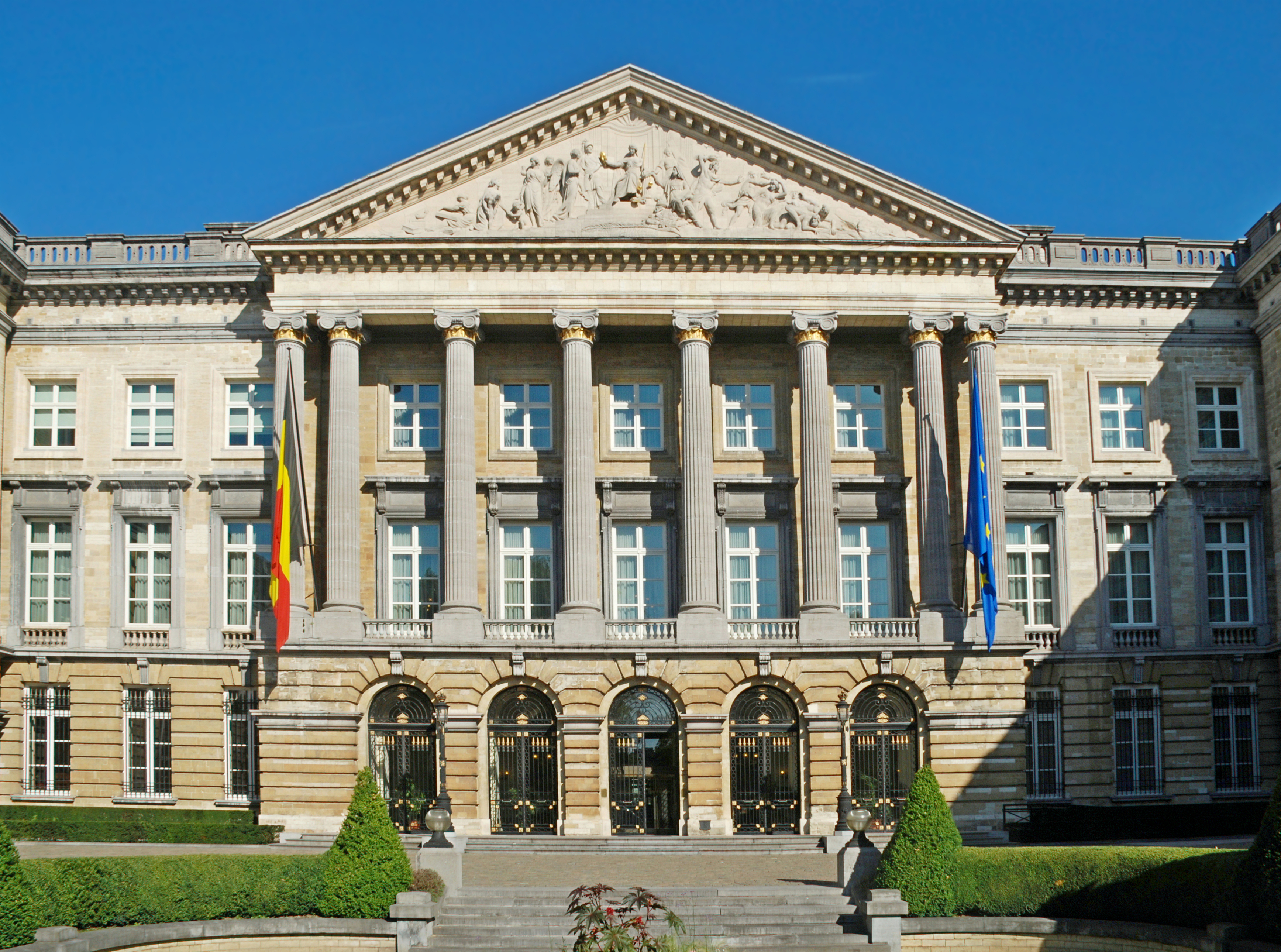
Palais de la Nation (Parlement)
Bruxelles, Barnabé Guimard, 1778-1783

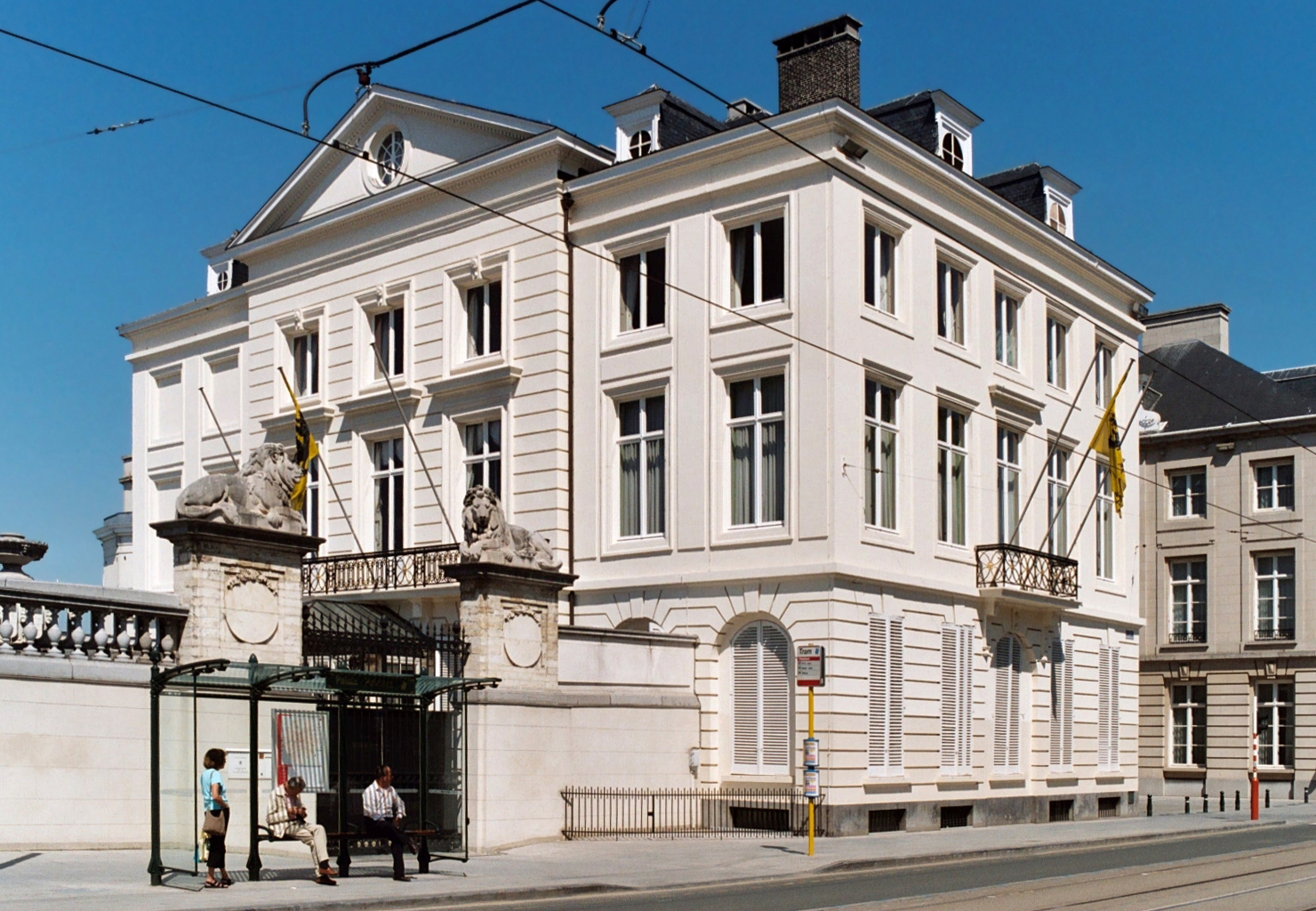
Hôtel Errera
Bruxelles, Barnabé Guimard, 1779-1782

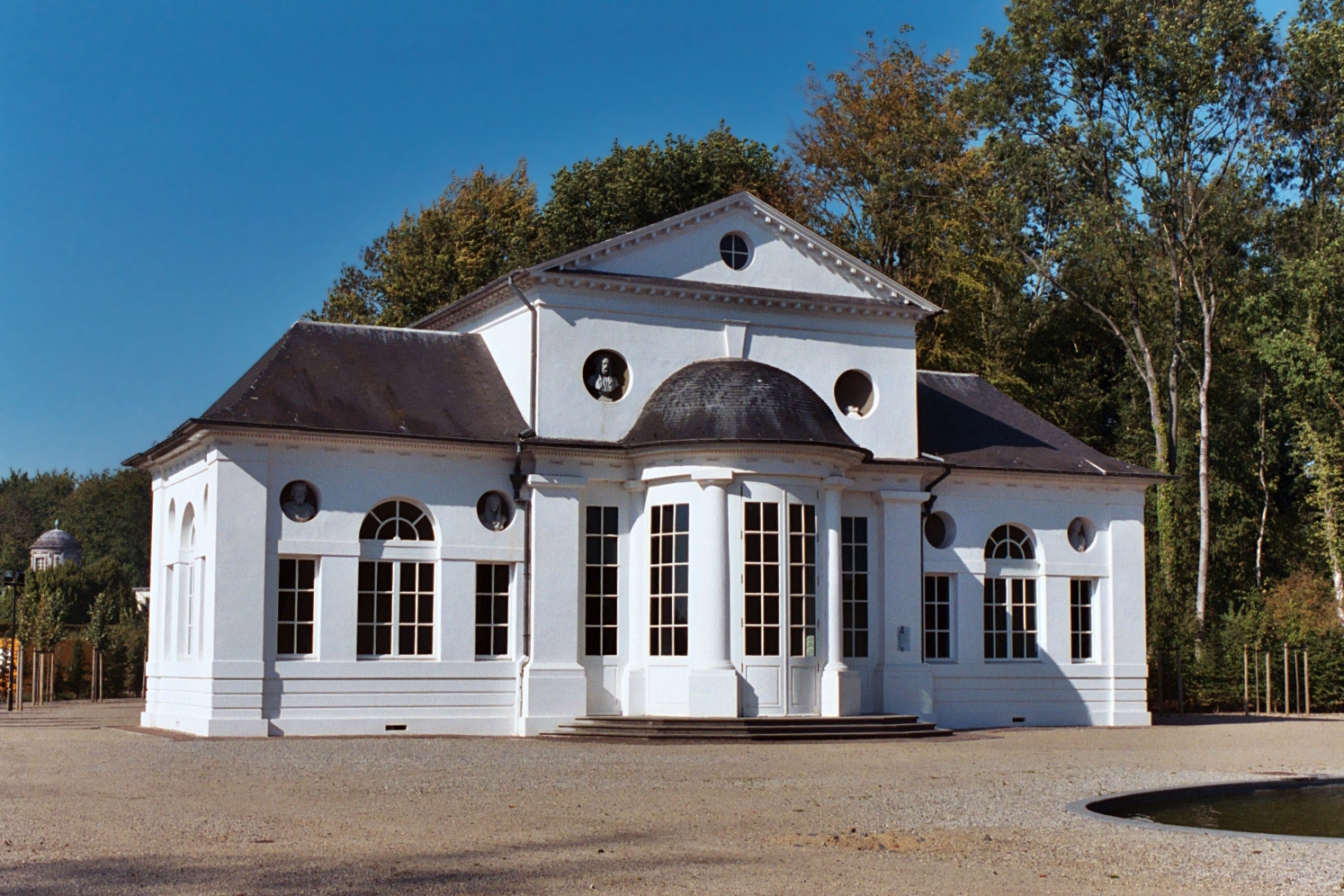
Petit théâtre du château de Seneffe
Seneffe, Charles De Wailly, 1779

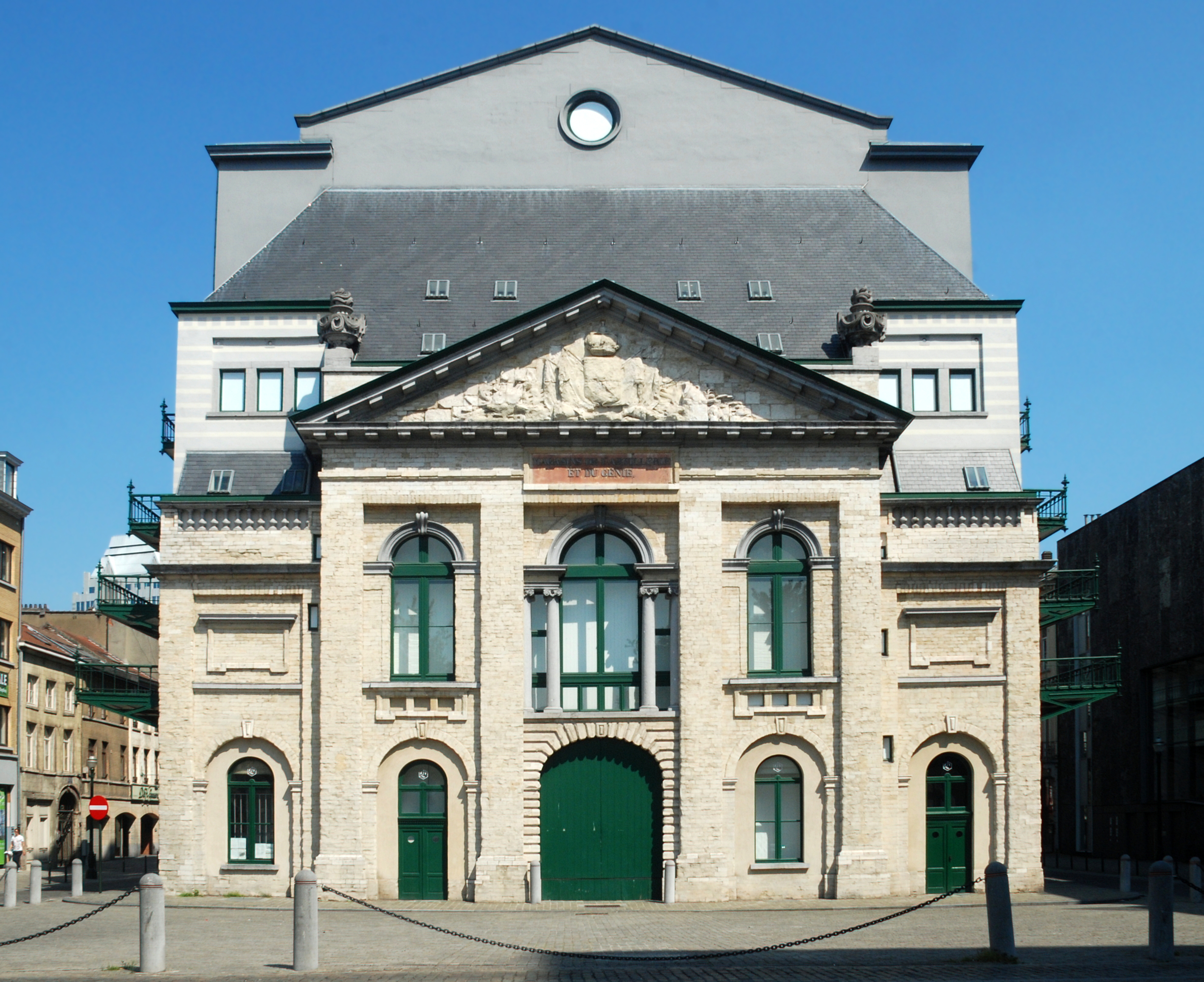
Ancien arsenal de Bruxelles
Bruxelles, Remi Nivoy, 1780-1781

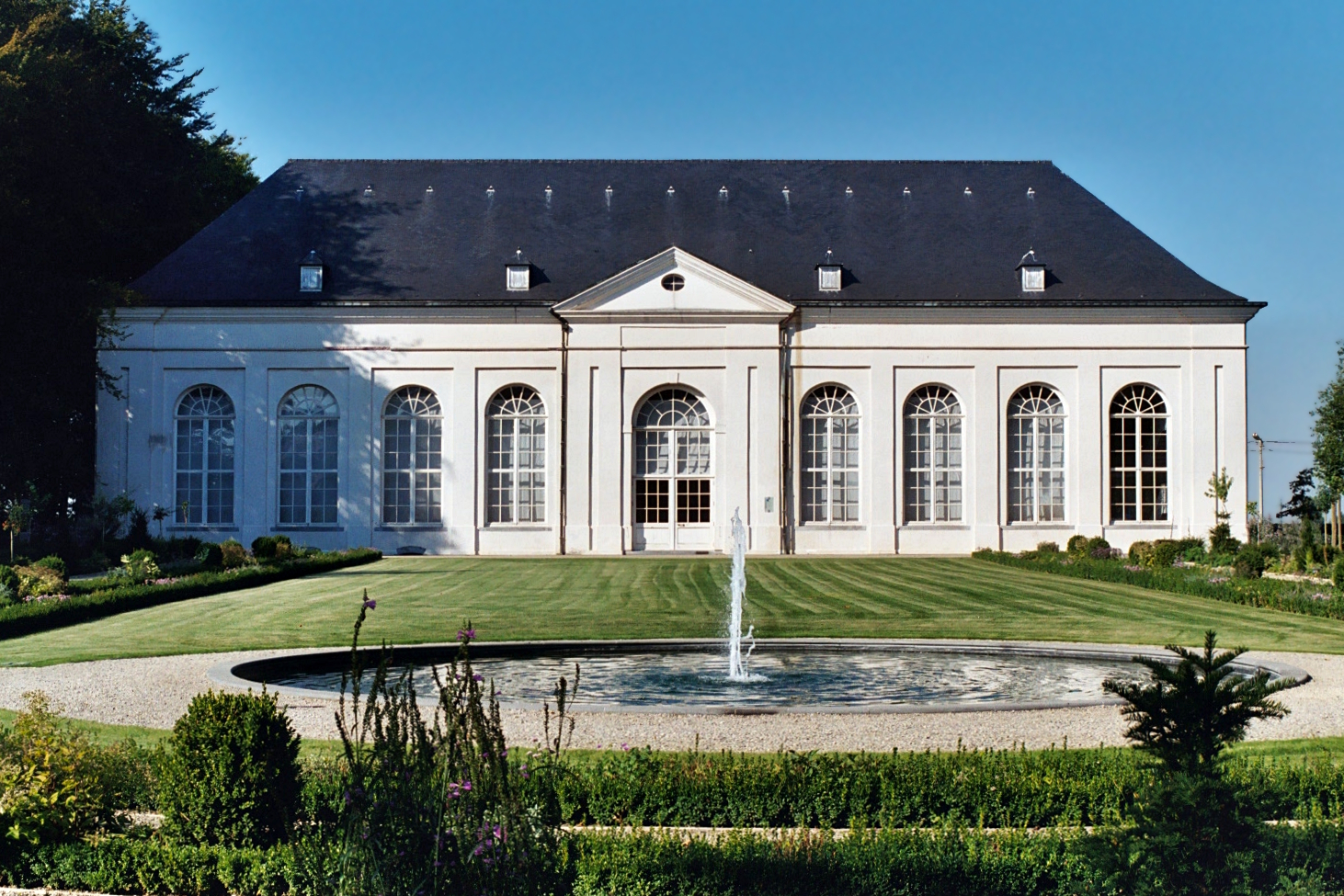
Orangerie du château de Seneffe
Seneffe, Louis Montoyer, 1782

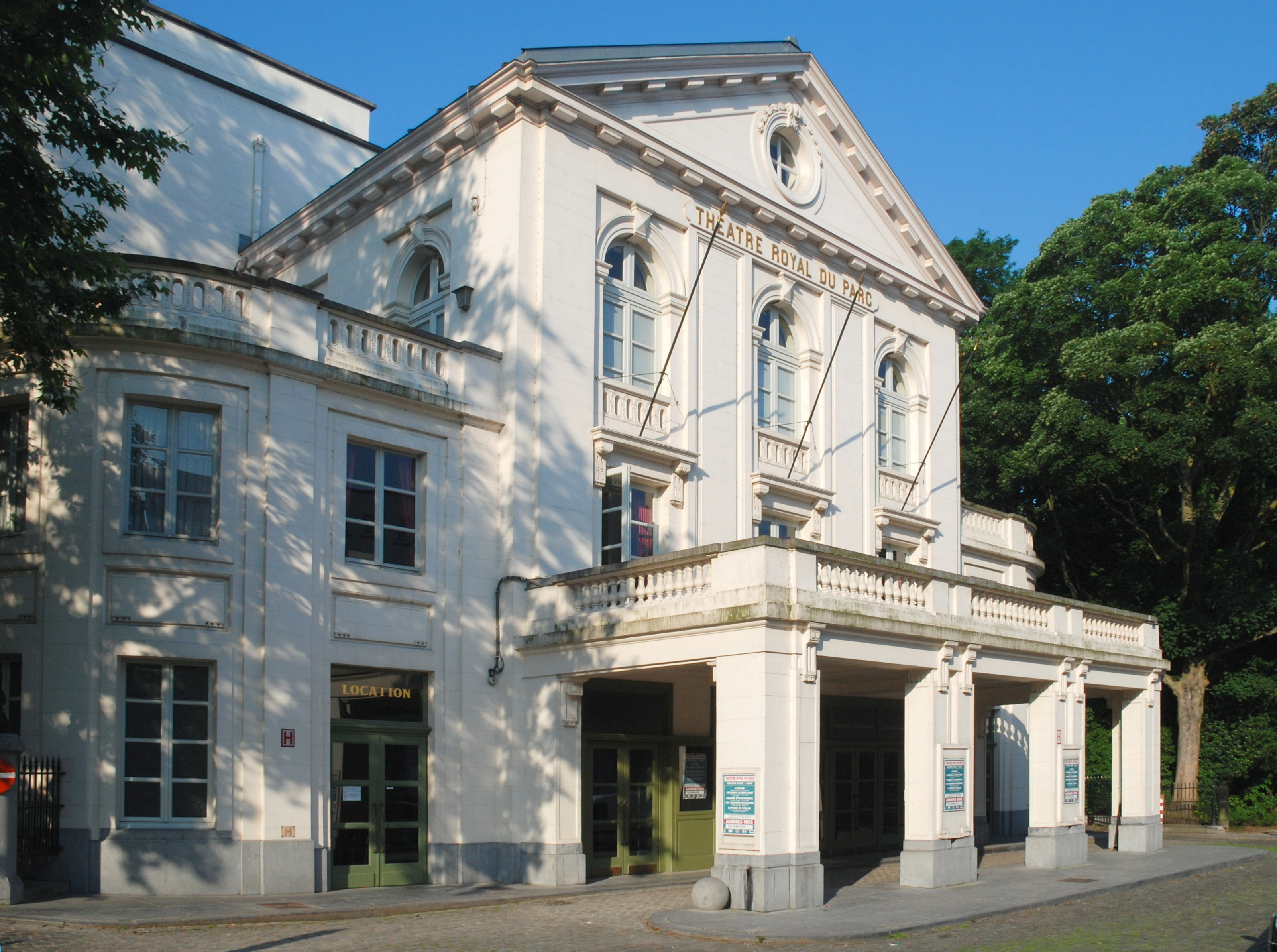
Théâtre royal du Parc
Bruxelles, Louis Montoyer, 1782

L'architecture néo-classique apparaît en Belgique à l'époque des Pays-Bas autrichiens avec les œuvres des architectes Laurent-Benoît Dewez, Jean Faulte, Claude Fisco, Jean-Benoît-Vincent Barré, Barnabé Guimard, Charles De Wailly, Louis Montoyer…
Elle connaîtra en Belgique une longévité exceptionnelle, se perpétuant à travers la période française, le royaume uni des Pays-Bas, le règne de Léopold Ier, le règne de Léopold II et même le XXe siècle.

## Origines de l'architecture néo-classique
Le néo-classicisme en architecture résulte du regain d'intérêt pour les formes architecturales de l'antiquité gréco-romaine suscité par les fouilles des sites de Pompéi et Herculanum au XVIIIe siècle.
Sa propagation en Europe fut favorisée par :
- les écrits de Johann Joachim Winckelmann qui peut être considéré comme le fondateur de l'histoire de l'art et de l'archéologie en tant que disciplines modernes;
- la pratique du « Grand Tour », un long voyage effectué par les jeunes gens des plus hautes classes de la société européenne qui eut pour effet de mettre en contact la haute société de l'Europe du Nord avec l'art antique;
- le séjour en Italie effectué par nombre de jeunes artistes et architectes.

## Diffusion du style néo-classique dans les Pays-Bas autrichiens
La pénétration du style néo-classique dans les Pays-Bas autrichiens se fit à partir de 1759 sous le règne de l'impératrice Marie-Thérèse d'Autriche, durant le gouvernorat de son beau-frère Charles Alexandre de Lorraine.
Cette diffusion fut notamment favorisée par le séjour effectué en Italie de 1754 à 1757 par l'architecte Laurent-Benoît Dewez, élève de l'architecte Luigi Vanvitelli. Le château de Seneffe, conçu en 1760 par Dewez pour l'homme d'affaires Julien Depestre, constitue, de par ses influences palladienne et française une œuvre annonçant le triomphe prochain du néoclassicisme sur le style rocaille également hérité de l'influence française.
La décision prise en 1774 par le gouverneur Charles Alexandre de Lorraine de réaménager le site de l' ancien palais du Coudenberg, ravagé par un incendie en 1731 et laissé à l'état de ruines durant plus de quarante ans, donna une forte impulsion au développement de l'architecture néo-classique. En effet, la construction du quartier de la place Royale et du parc de Bruxelles fut confiée à deux architectes néo-classiques français, Jean-Benoît-Vincent Barré, qui donna les plans de la place Royale et de l'église Saint-Jacques-sur-Coudenberg et Barnabé Guimard. La place Royale de Reims réalisée en 1760 constitua alors la source d'inspiration principale pour la réalisation de son homologue bruxellois.

## Le style thérésien
Si le style néo-classique est appelé « style Louis XVI » en France, celui qui s'est développé dans les Pays-Bas autrichiens est parfois appelé « style thérésien », en référence à l'impératrice Marie-Thérèse d'Autriche.

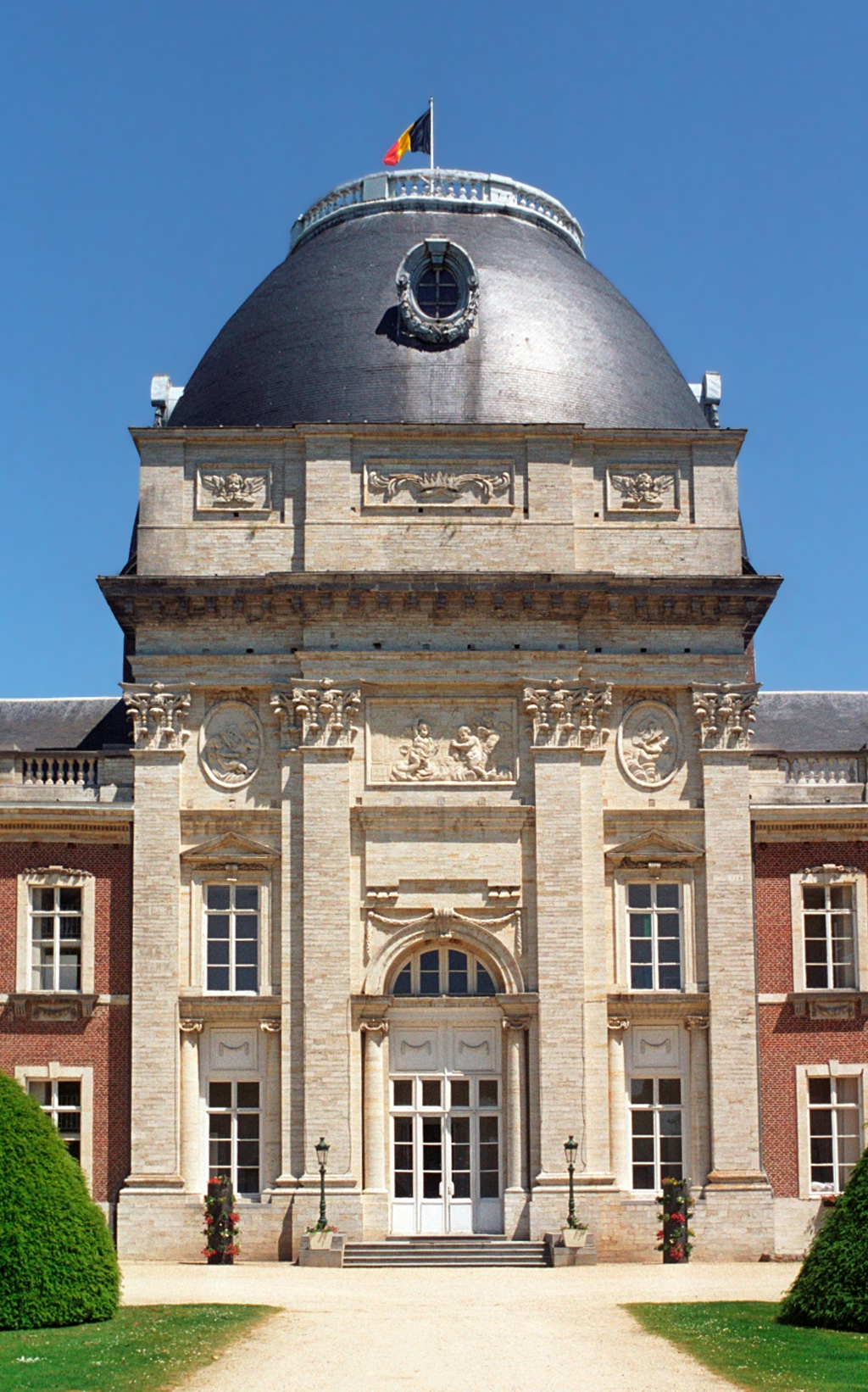
Abbaye d'Hélécine Laurent-Benoît Dewez, 1762-1780
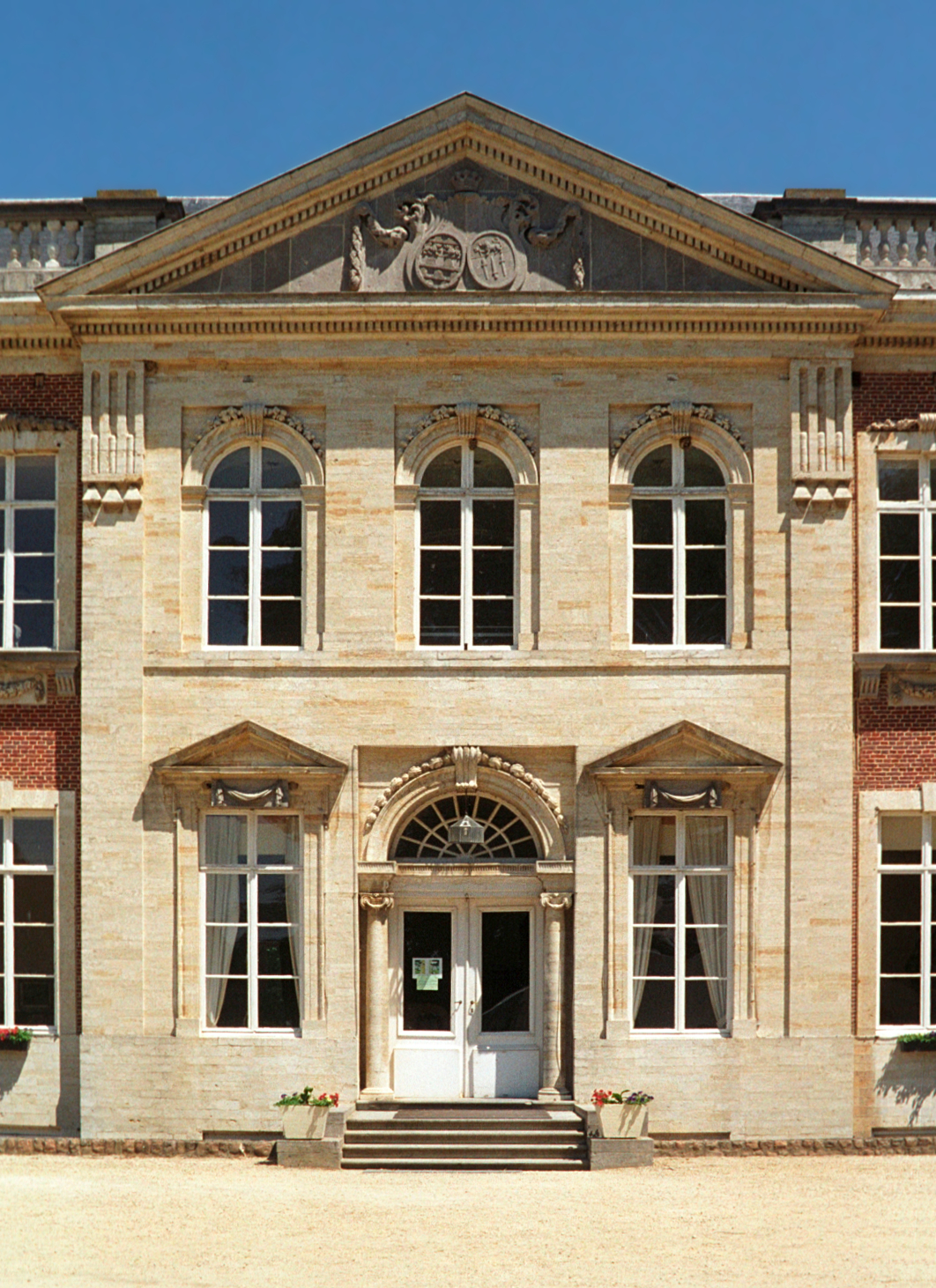
Abbaye d'Hélécine Laurent-Benoît Dewez, 1762-1780

## Phases
Dans les sections suivantes, les architectes sont classés en fonction du début de leur production architecturale néo-classique.
Nous renvoyons aux articles détaillés pour les sources et références.

### Néoclassicisme pur (1759-1865)

#### Période autrichienne (1759-1792)
- 1759 Laurent-Benoît Dewez

Église abbatiale d'Orval (1759-1782, détruite), abbaye d'Hélécine (1762-1780), abbaye de Gembloux (1762-1779), château de Seneffe (1763-1768), abbaye Saint-Martin de Tournai (1763), abbaye de Forest (1764), collégiale Sainte-Begge d'Andenne (1764-1778), abbaye de Valduc à Hamme-Mille (1765, détruite), abbatiale de l'abbaye de Bonne-Espérance (1770-1776), intérieur de l'abbaye de Floreffe (1770-1775), quartiers abbatiaux de Saint-Trond (1770), abbaye d'Affligem (1770-1779, détruite), abbaye de Dieleghem (1775), église Saint-Pierre de Jette (1776), abbaye de Vlierbeek (1776)…
- 1760 Jean Faulte

Chapelle palatine du palais de Charles de Lorraine (connue sous les noms de « chapelle royale » ou « église protestante de Bruxelles ») (1760)
Palais de Charles de Lorraine (1760) (première aile, terminée par Laurent-Benoît Dewez à la mort de Faulte, la deuxième aile étant érigée par Nicolas Roget en 1825)
- 1766 Jacques-Barthélemy Renoz[2]

Église du Saint-Sacrement à Liège (1766), Waux-hall de Spa (1769-1771), château de Hasselbrouck (1770), Hôtel de ville de Verviers (1775-1780), château de Beaumont (1775-1776)
- 1774 Claude Fisco

Place des Martyrs (1774), place du Nouveau Marché au Grain (1787, avec Remi Nivoy)
- 1775 Jean-François Wincqz

Église abbatiale de l'abbaye de Cambron (1775-1780), Église de Grand-Leez à Gembloux (1776), église Saint-Pierre d'Uccle (1782), église de Neufchâteau-lez-Visé (1789)
- 1776 Jean-Benoît-Vincent Barré (architecte français)

Plans de l'église Saint-Jacques-sur-Coudenberg et de la place royale de Bruxelles (1776)
- 1776 Barnabé Guimard (architecte français)

Façade de l'église Saint-Jacques-sur-Coudenberg sur des plans de Barré (1776-1787), ancien hôtel Bellevue, actuel musée BELvue (1776), place royale de Bruxelles sur des plans de Barré (1776-1781), hôtel de Ligne (1777), palais de la Nation (1778-1783), hôtel Errera (1779-1782)
- 1779 Charles De Wailly (architecte français)

Petit théâtre du château de Seneffe (1779), château de Laeken (1782-1784), pavillon de chasse du château d'Ursel (pavillon dit « de Notelaer ») à Hingene (1791-1794)
- 1780 Remi Nivoy

1780-1781 Ancien arsenal de Bruxelles
1787 place du Nouveau Marché au Grain (ensemble néo-classique attribué à Remi Nivoy et Claude Fisco)
- 1782 Louis Montoyer

Théâtre royal du Parc (1782), orangerie du château de Seneffe (1782), supervision des travaux de construction du château de Laeken, sur des plans de Charles De Wailly (1782-1784), ancien refuge de l'abbaye Sainte-Gertrude de Louvain, rue de la Loi 14 et 16 (1782-1784), ancien hôtel Walckiers, rue de la Loi 12 (1782-1784, actuel Hôtel des Finances), hôtels Bender, Belgiojoso et Walckiers (1783 -1786, embryons du palais royal de Bruxelles), chœur, nef et transept de l'église Saint-Jacques-sur-Coudenberg (1785-1786)
- 1786 Ghislain-Joseph Henry

Château de Duras à Saint-Trond (1786-1789)
- Anonyme

Porche néo-classique de l'église Sainte-Marguerite de Tournai (entre 1779 et 1782)

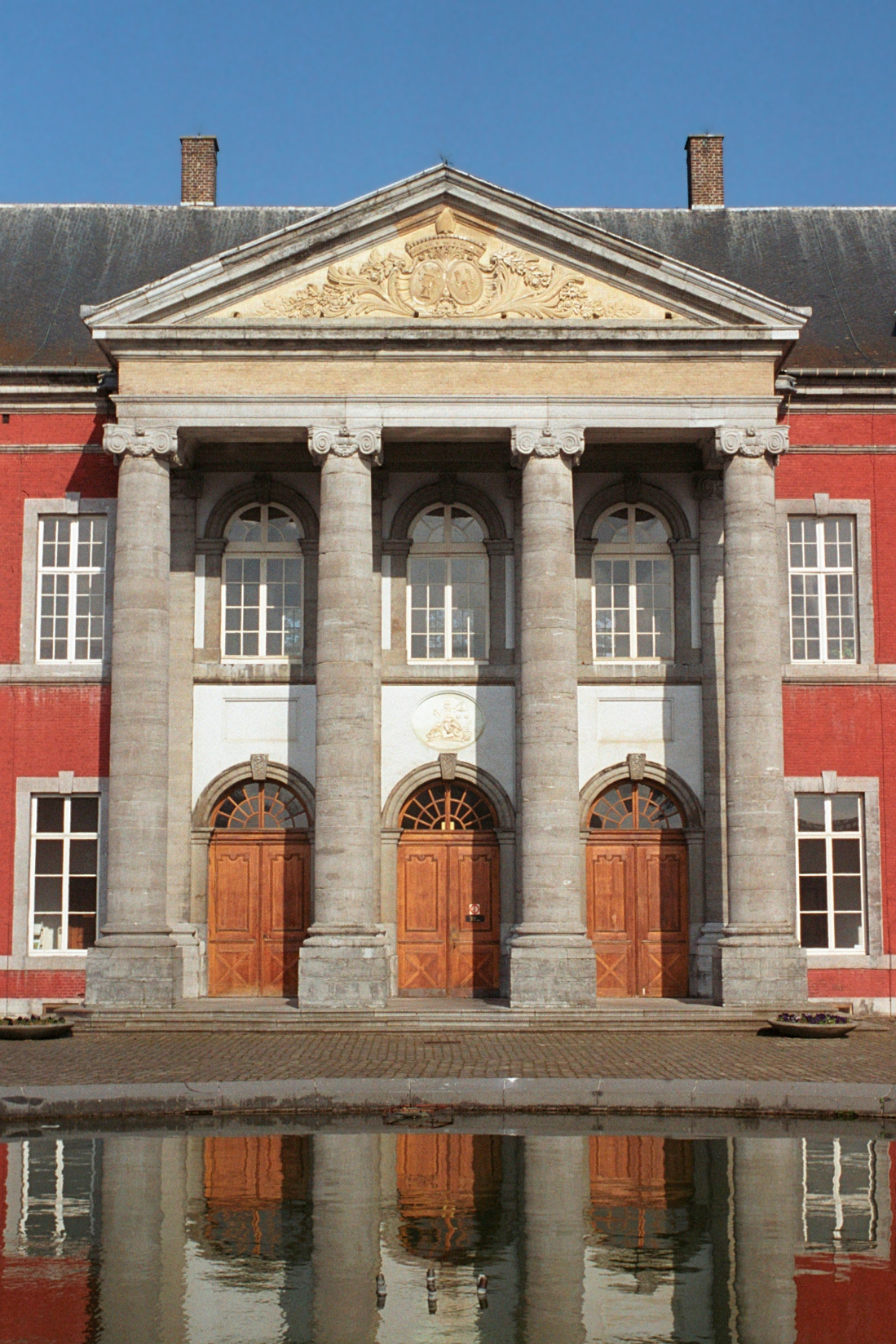
Abbaye de Gembloux Laurent-Benoît Dewez, 1762-1779
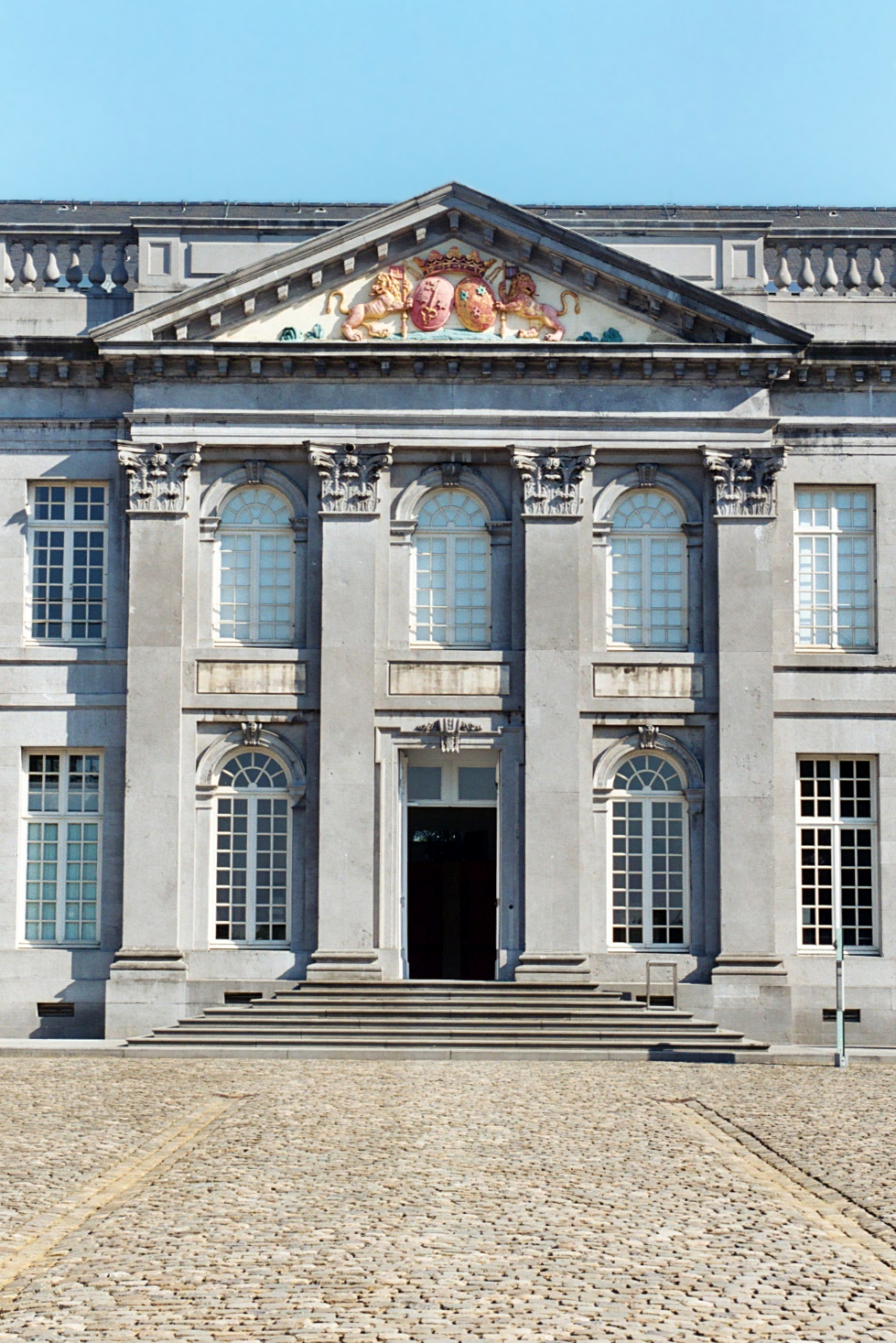
Château de Seneffe Laurent-Benoît Dewez, 1763-1768

#### Période française(1792-1815)
La période française étant une période de troubles et de guerres, on ne s'étonnera pas du peu de réalisations néo-classiques effectuées entre 1792 et 1815.
On peut cependant citer quelques architectes de cette époque, assez peu connus, il est vrai :
- Ghislain-Joseph Henry (déjà actif sous le régime autrichien)

Orangerie et temple du domaine Burggraaf de Spoelbergh à Wespelaer (1798)
- 1791 L. Radelet

Château de la Tour au Bois à Villers-le-Temple (1791)
- 1805 A. Dubois

Château de Sélys-Longchamps à Waremme (1805)
- 1806 J.-F. Van Gierdegom

Résidence du Gouverneur à Bruges (1806)
- 1807 Jacques-Jean Dutry

Château Gavergracht à Drongen (1807)

#### Royaume uni des Pays-Bas(1815-1830)

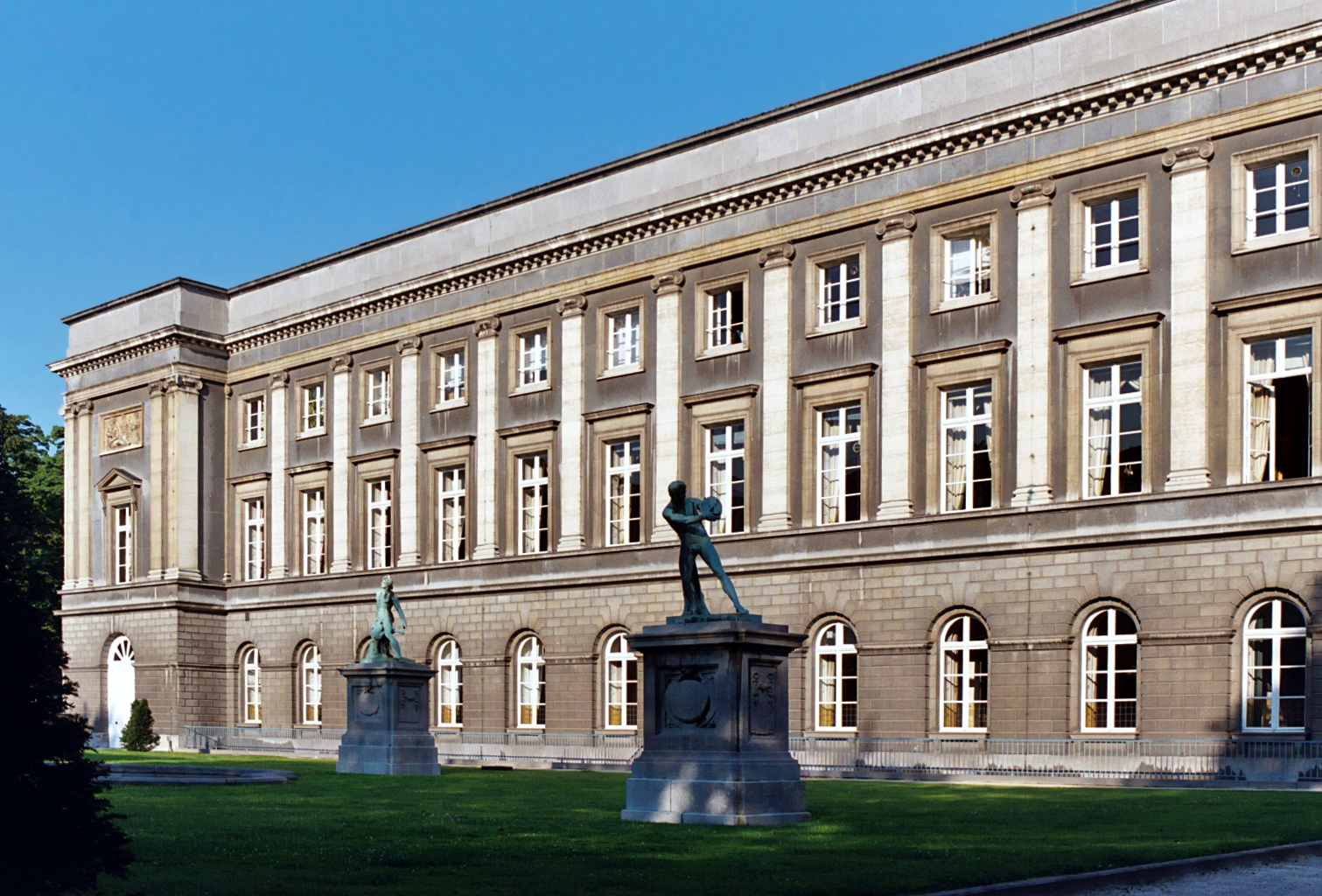
Palais des Académies (façade arrière)
Bruxelles, Charles Vander Straeten, 1815-1825

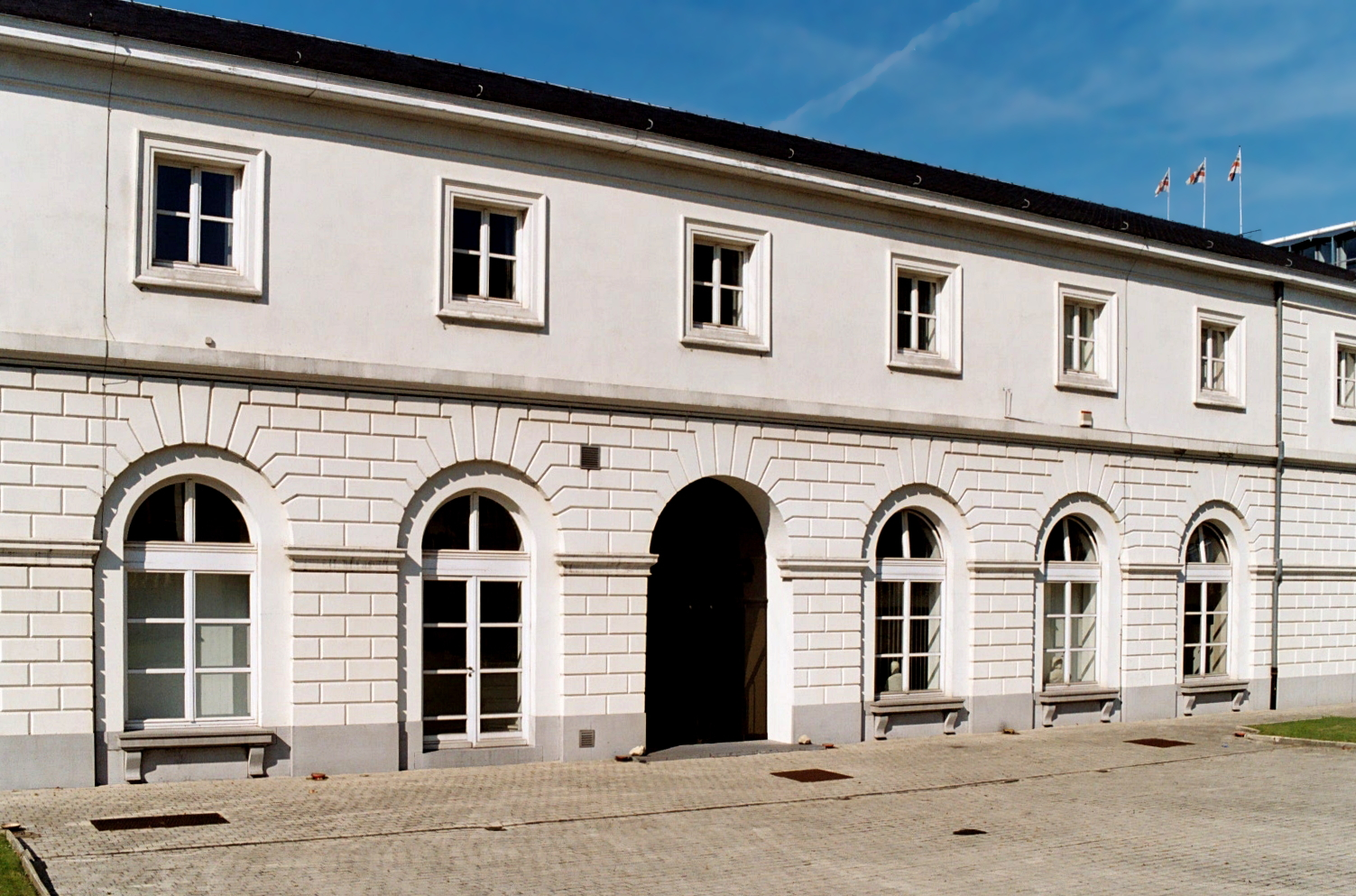
Écuries royales de Bruxelles
Charles Vander Straeten, 1815-1825

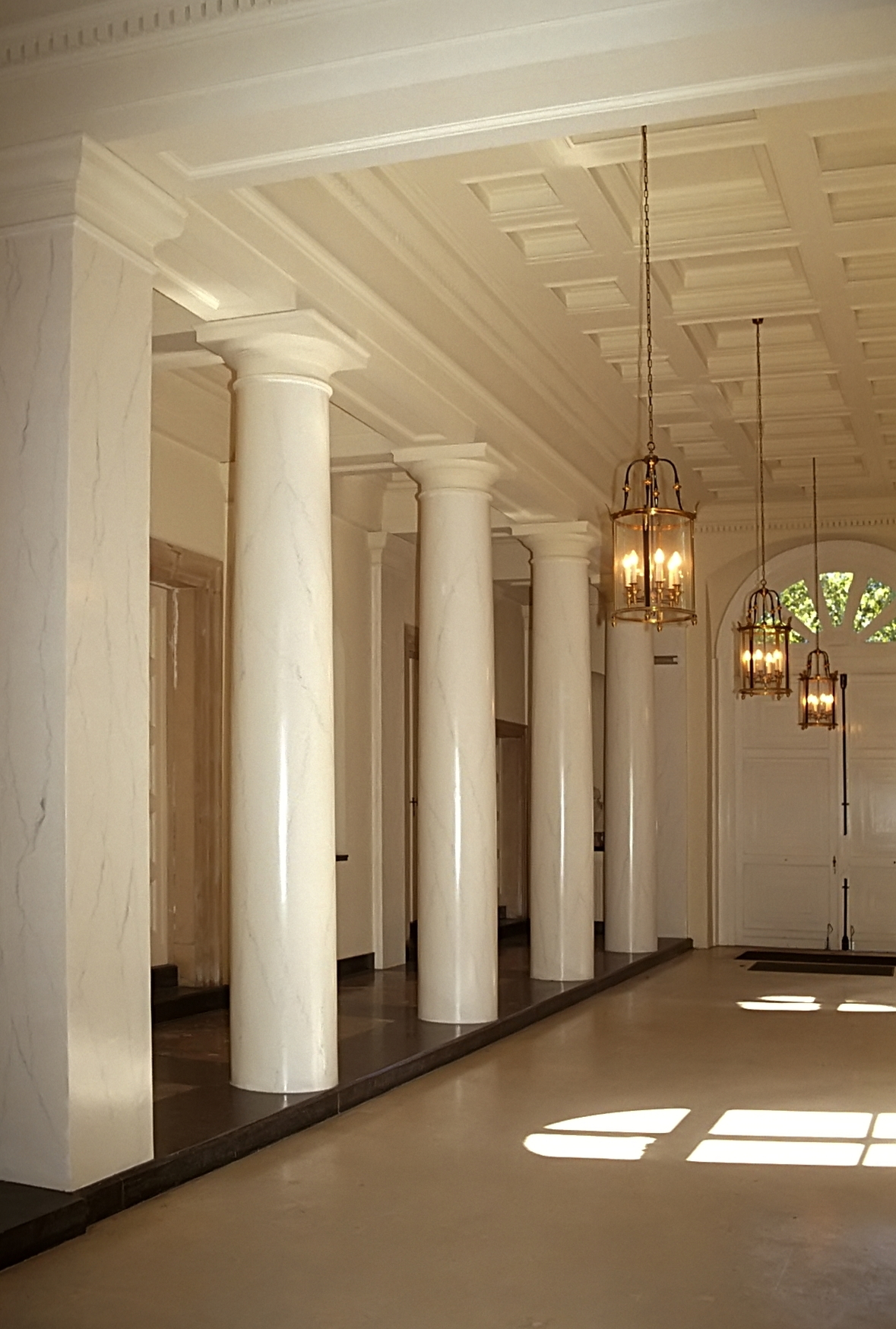
Palais des Académies Vander Straeten et Suys (1815-1828).
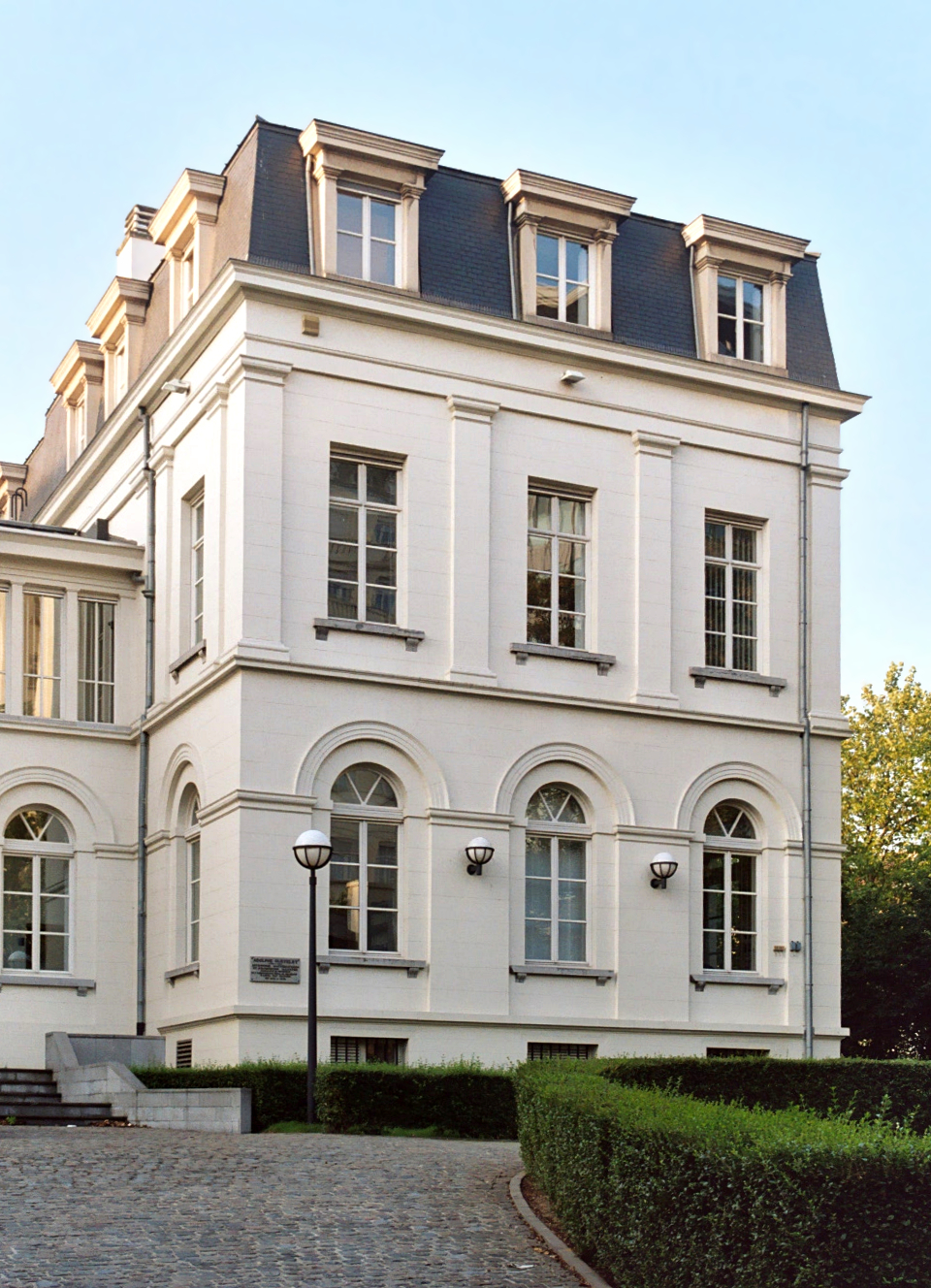
Ancien observatoire royal Nicolas Roget et Auguste Payen (1826-1832).
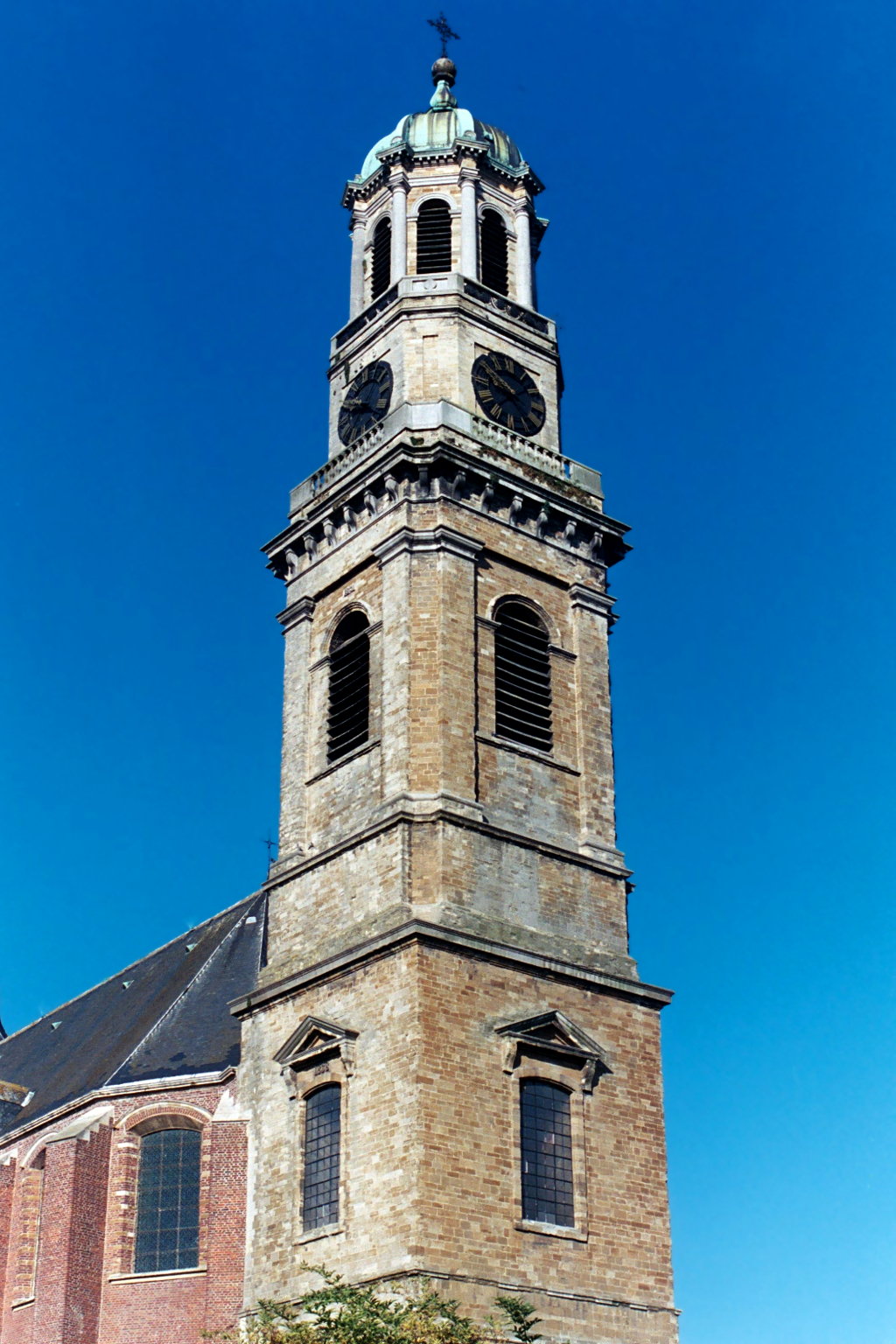
Abbaye de Ninove Clocher de Louis Roelandt (1826-1844).
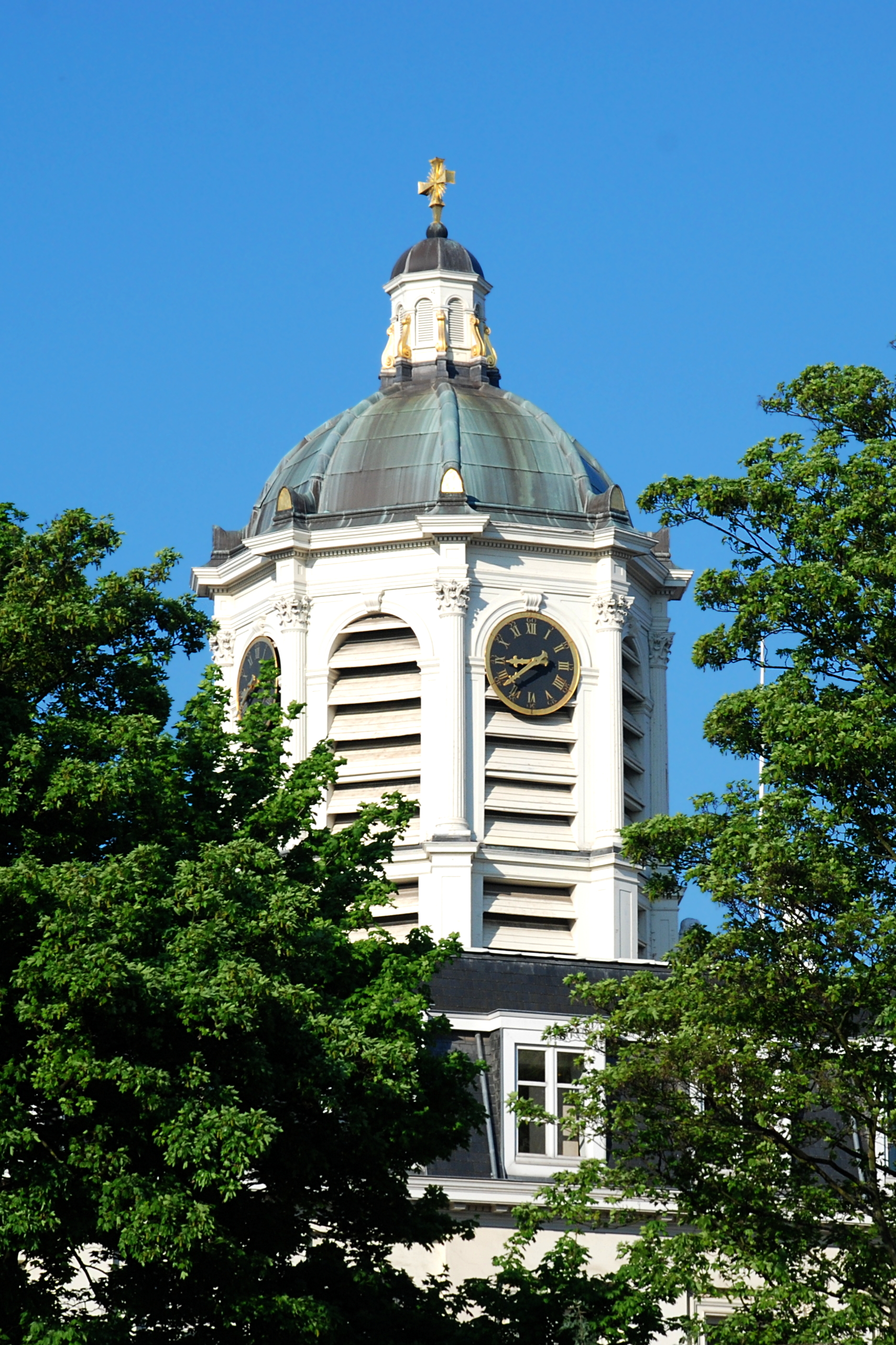
Église Saint-Jacques-sur-Coudenberg Clocher de T.-F. Suys (1849).

En 1815, les Pays-Bas autrichiens sont unis par le congrès de Vienne aux anciennes Provinces-Unies pour former un nouvel État européen, le royaume uni des Pays-Bas (ou royaume des Belgiques, Regnum Belgicum).
Le roi Guillaume Ier pare alors Bruxelles de certains de ses plus beaux édifices néo-classiques comme le palais des Académies, le théâtre de la Monnaie, le Jardin botanique, l'ancien observatoire royal de Bruxelles ou encore son propre Palais royal, précurseur du palais royal actuel.
- Ghislain-Joseph Henry (déjà actif sous les régimes autrichien et français)

Regroupement des hôtels Bender et Belgiojoso (édifiés par Montoyer en 1785) pour créer le Palais royal de Guillaume Ier des Pays-Bas (1820)
- 1815 Charles Vander Straeten

Palais des Académies et écuries royales de Bruxelles (projet 1815, travaux 1823-1825), transformation du palais de la Nation (1816-1818), Salle de bal du Waux-Hall (après 1820)
(voir plus loin pour les édifices postérieurs à 1830)
- 1816 Louis Roelandt

Aula Academica à Gand (1816-1825), Cercle libéral de Grammont (1817), tour néo-classique de l'abbaye de Ninove (1826-1844), aile sud de l'hôtel de ville d'Alost (1828-1830)
(voir plus loin pour les édifices postérieurs à 1830)
- 1818 Louis Damesme (architecte français)

Théâtre de la Monnaie (1818-1819) (édifice différent de l'actuel, dû à Poelaert),
Plan des rues entourant le théâtre (plans 1817-1819) (dont la maison de Jacques-Louis David et les maisons voisines)
- 1824 Nicolas Roget (architecte français)

Place des Barricades (1824), extension du palais de Charles de Lorraine (1825), ancien observatoire royal de Bruxelles (1826-1832, avec Auguste Payen)
- 1825 Tilman-François Suys

Achèvement du palais des Académies (1825-1828), plans du Jardin Botanique (1826, chantier dirigé par Pierre-François Gineste, puis repris par Suys en 1842)
(voir plus loin pour les édifices postérieurs à 1830)
- 1825 Bruno Renard

Grand-Hornu (1825)
(voir plus loin pour les édifices postérieurs à 1830)
- 1826 Pierre Bruno Bourla

Orangerie du jardin botanique d'Anvers (1826, démolie), théâtre royal français (dit « théâtre Bourla ») à Anvers (1827-1834)
(voir plus loin pour les édifices postérieurs à 1830)
- 1827 Henri Partoes

Grand Hospice (1827), plan du quartier du Béguinage (après 1827), orangerie du château de Belœil (1830)
- Palais des Académies
Vander Straeten et Suys
(1815-1828).
- Ancien observatoire royal
Nicolas Roget et Auguste Payen (1826-1832).
- Abbaye de Ninove
Clocher de Louis Roelandt
(1826-1844).
- Église Saint-Jacques-sur-Coudenberg
Clocher de T.-F. Suys (1849).

#### Règne de (1830-1865)

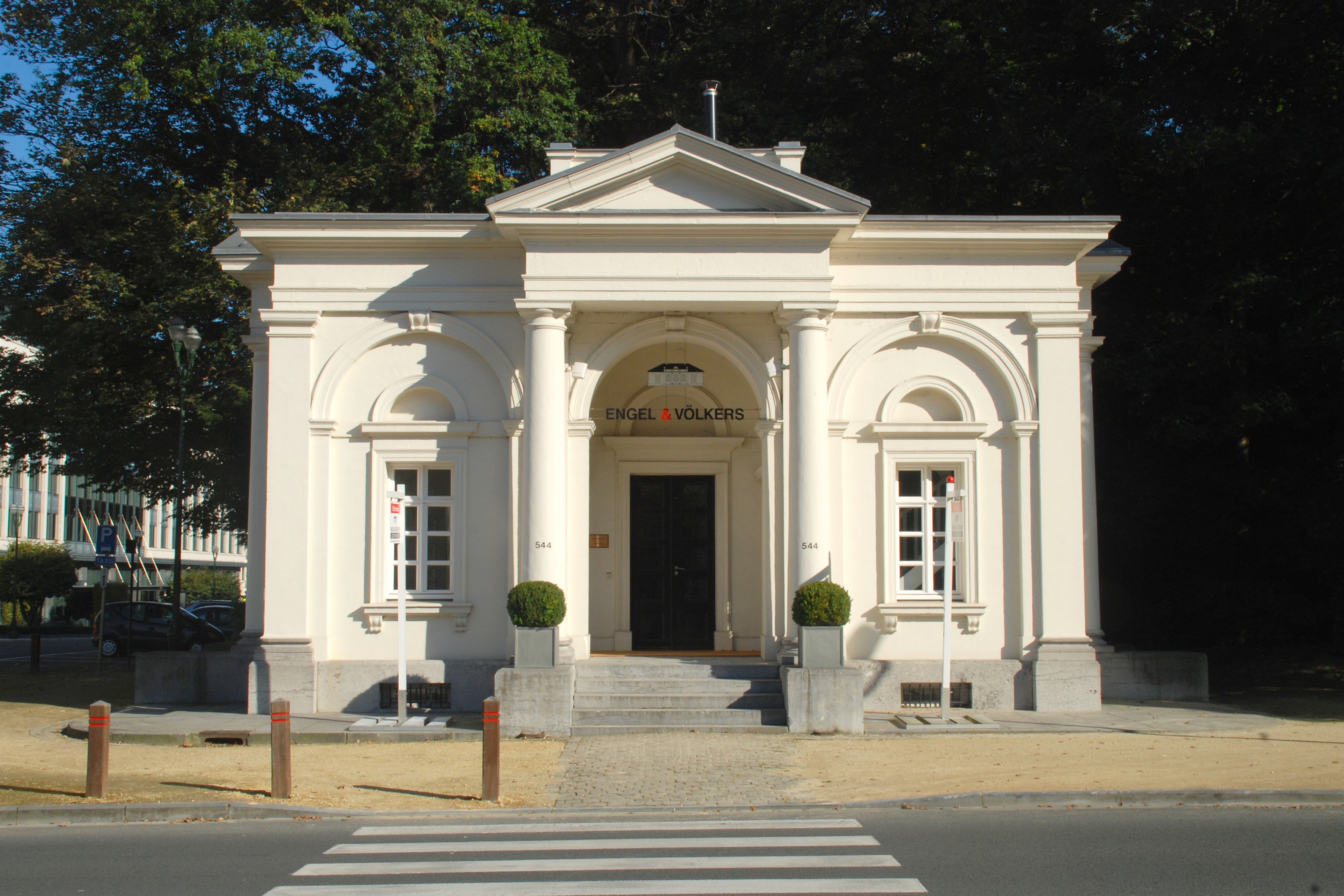
Anciens pavillons d'octroi de la Porte de Namur, Auguste Payen, 1836.

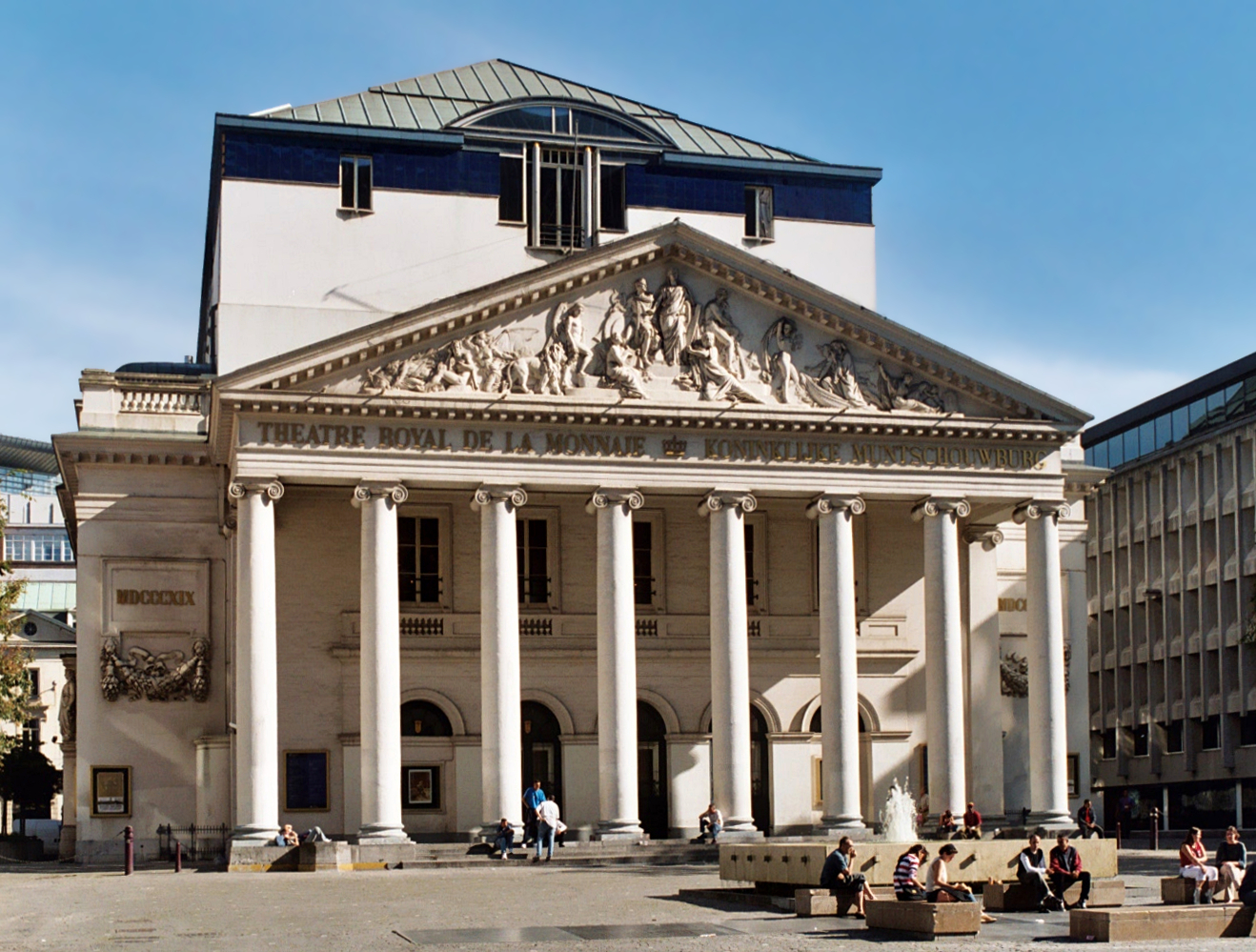
Théâtre de la Monnaie
Transformé par Joseph Poelaert en 1849.

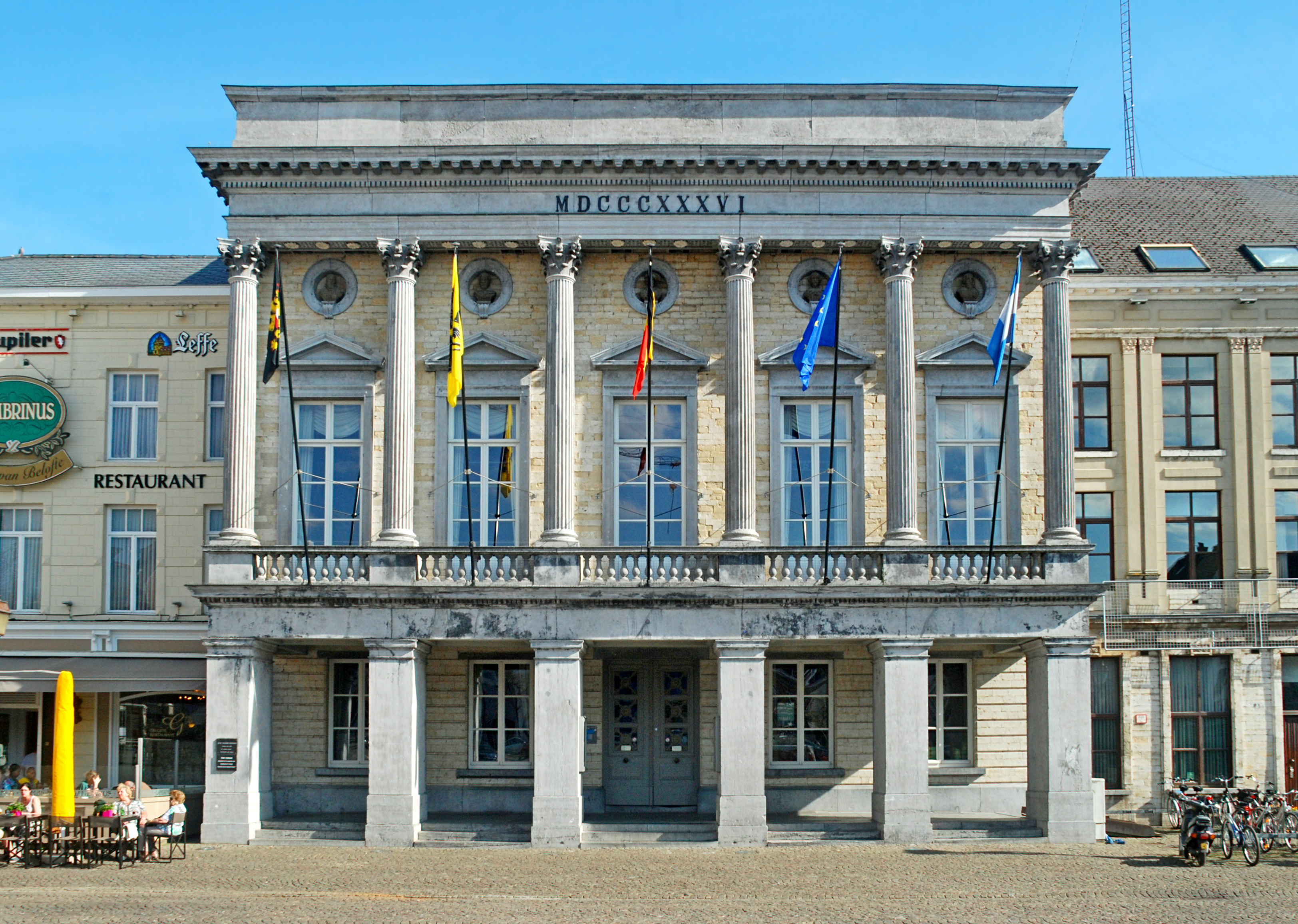
Hôtel de ville de Tirlemont
Frans Drossaert, 1836.

#### Règne deLéopoldIer(1830-1865)
Architectes déjà actifs à l'époque du royaume uni des Pays-Bas
- Louis Roelandt

Opéra royal de Gand (1837-1840), salle de l'Académie de Saint-Trond (1845…)
- Charles Vander Straeten

Maison de la Malibran (actuelle maison communale d'Ixelles, 1835)
- Tilman-François Suys

Plan du Quartier Léopold (1837), extension du jardin botanique (1842-1854), transformations de l'église Saint-Jacques-sur-Coudenberg (bas-côtés en 1843-1845, nouveau fronton de la façade et nouveau clocher en 1849-1851), église Saint-Joseph (1849), transformation du palais de la Nation (salle du Sénat 1847-1849)
- Bruno Renard

Place Saint-Pierre à Tournai (vers 1850)
- Pierre Bruno Bourla

Musée et pavillon d'entrée de l'Académie des beaux-arts d'Anvers (1841)
Nouveaux architectes
- 1835 Frans Drossaert

Hôtel de ville de Tirlemont (1835-1836)
- 1836 Auguste Payen

Ancien observatoire royal de Bruxelles (1826-1832, avec son maître Nicolas Roget), pavillons d'octroi de la Porte d'Anderlecht (1832), pavillons d'octroi de la porte de Ninove (1832-34), anciens pavillons d'octroi de la Porte de Namur (1836), Grande écluse de Bruxelles (1840), de nombreuses gares dont l'ancienne gare de Bruxelles-Midi (1864-1869)
- 1841 Louis Minard

Église Saint-Martin de Melle (1841), orangerie de l'école d'horticulture de Melle, église Saint-Adrien d'Adegem (1843-1844), théâtre Minard à Gand (1847)
- 1847 Gustave Hansotte

Église Saints-Jean-et-Nicolas à Schaerbeek (avec J.P.J. Peeters, 1847-1850), Clinique Antoine Depage (1873), ancien Gouvernement Provincial de la Province de Brabant (1884)
- 1849 Joseph Poelaert

Poelaert est un architecte éclectique qui compte cependant quelques réalisations néo-classiques à son actif :
extension de la Place des barricades (1849), réédification du théâtre de la Monnaie à la suite d'un incendie (1855-1860)
- 1855 Émile Coulon

De nombreuses églises néo-classiques parmi lesquelles : église Saint-Martin de Quenast (1855), église Saint-Barthélemy de Bousval (1857), église Saint-Michel de Monstreux à Nivelles (1859)

### Néo-classicisme éclectisant (1865-1909)

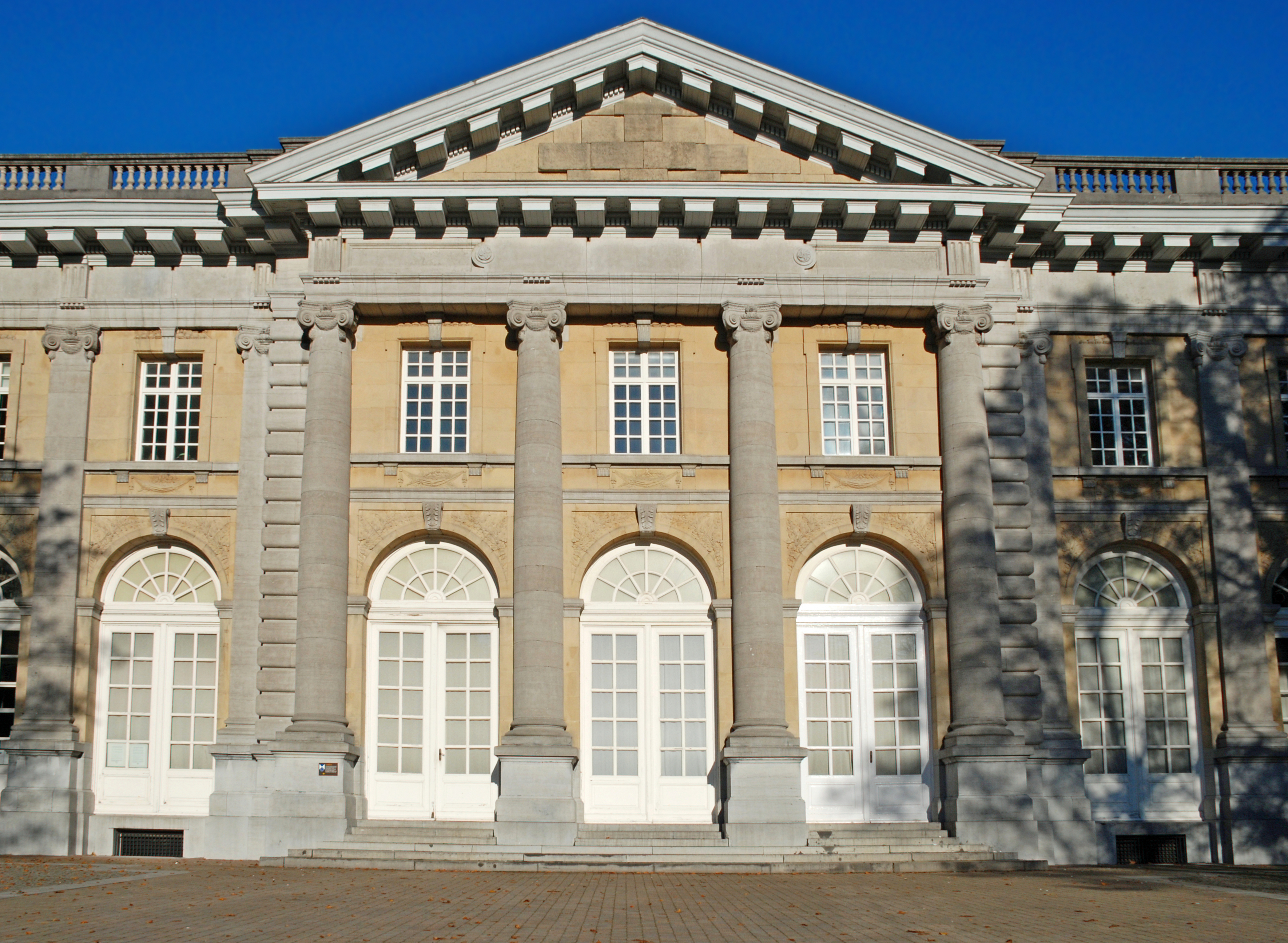
Palais des Colonies
Tervuren, Alfred-Philibert Aldrophe, 1897

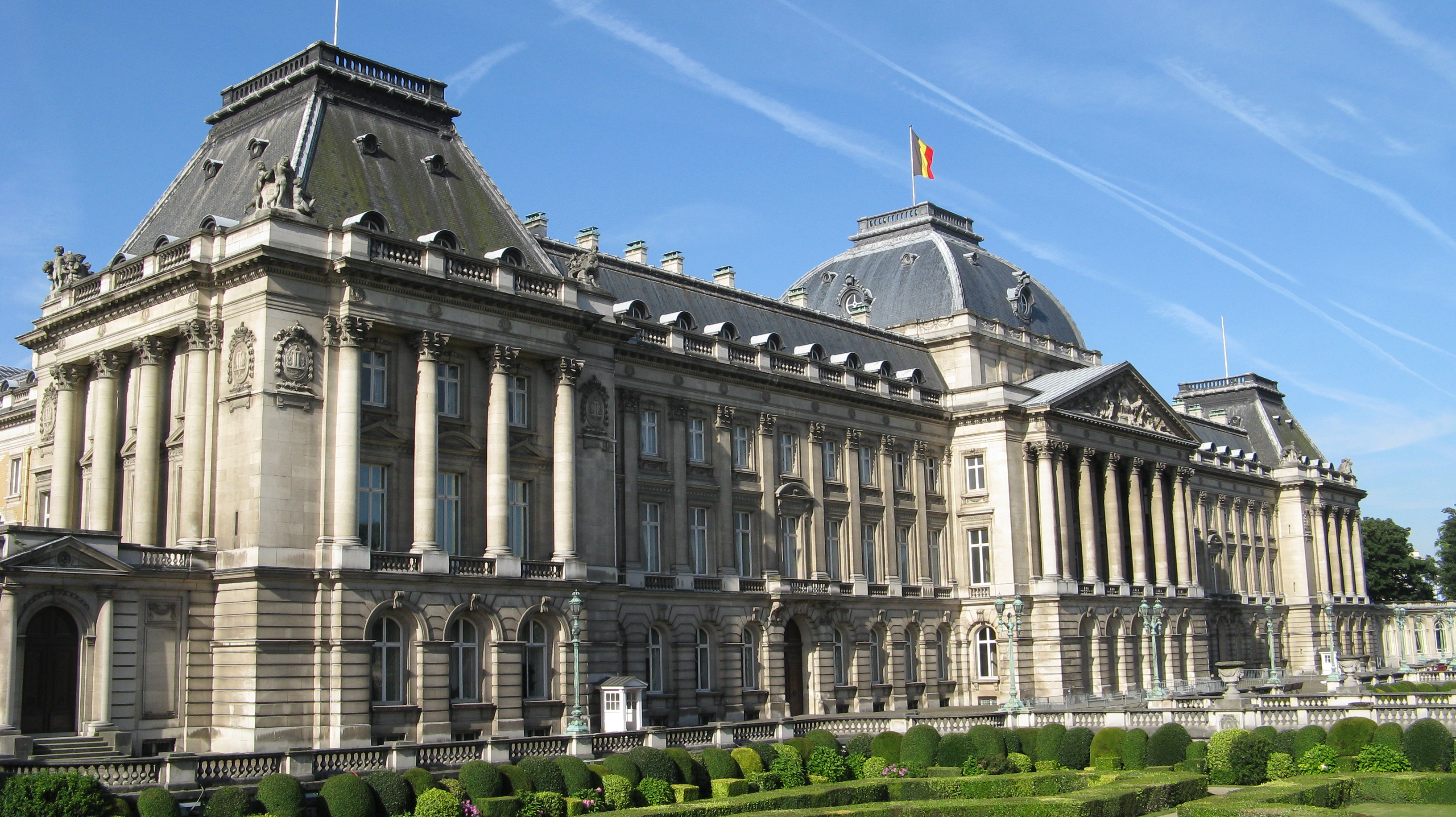
Palais royal de Bruxelles
Façade de Henri Maquet, 1904

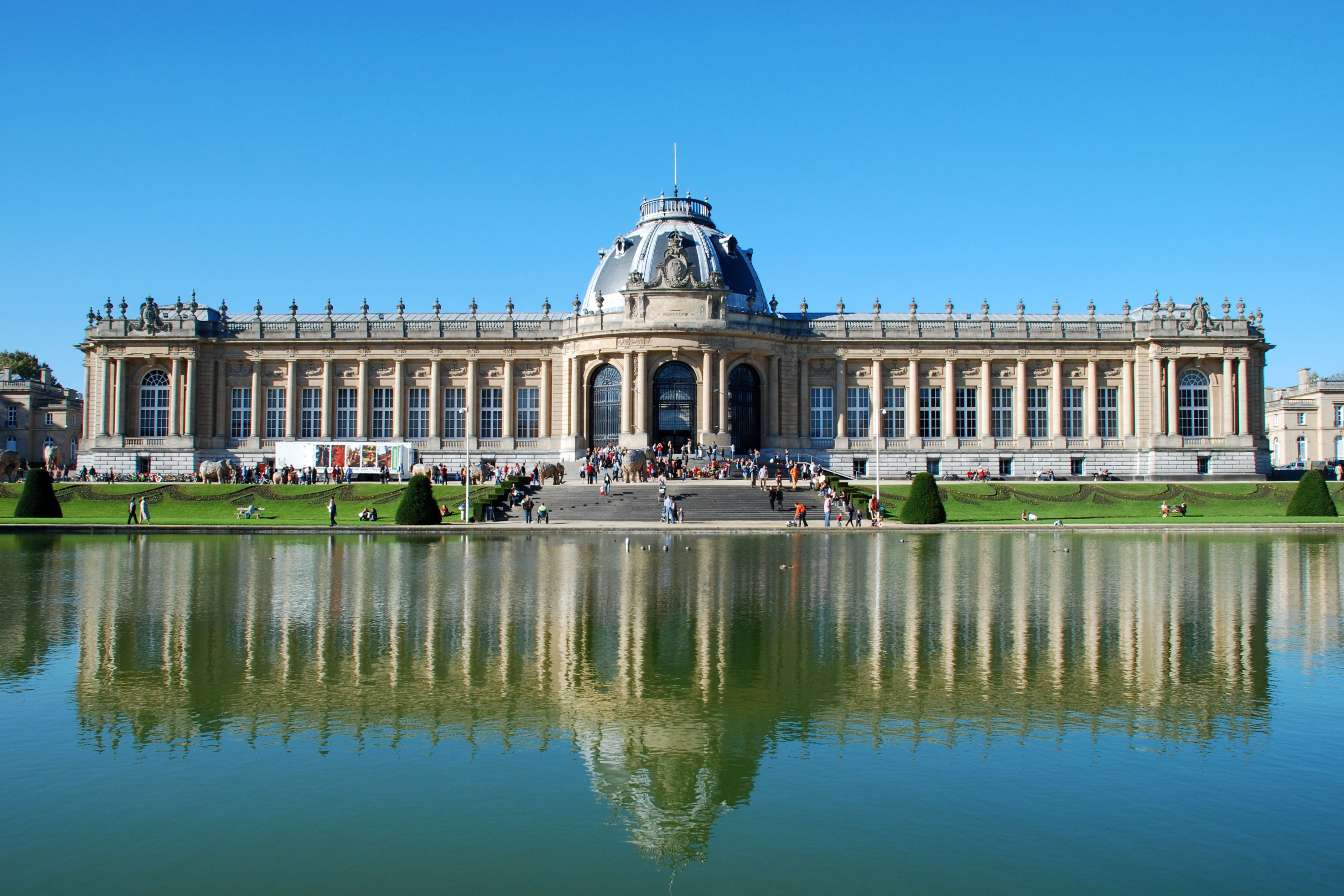
Musée royal de l'Afrique centrale
Tervuren, Charles Girault, 1905-1910

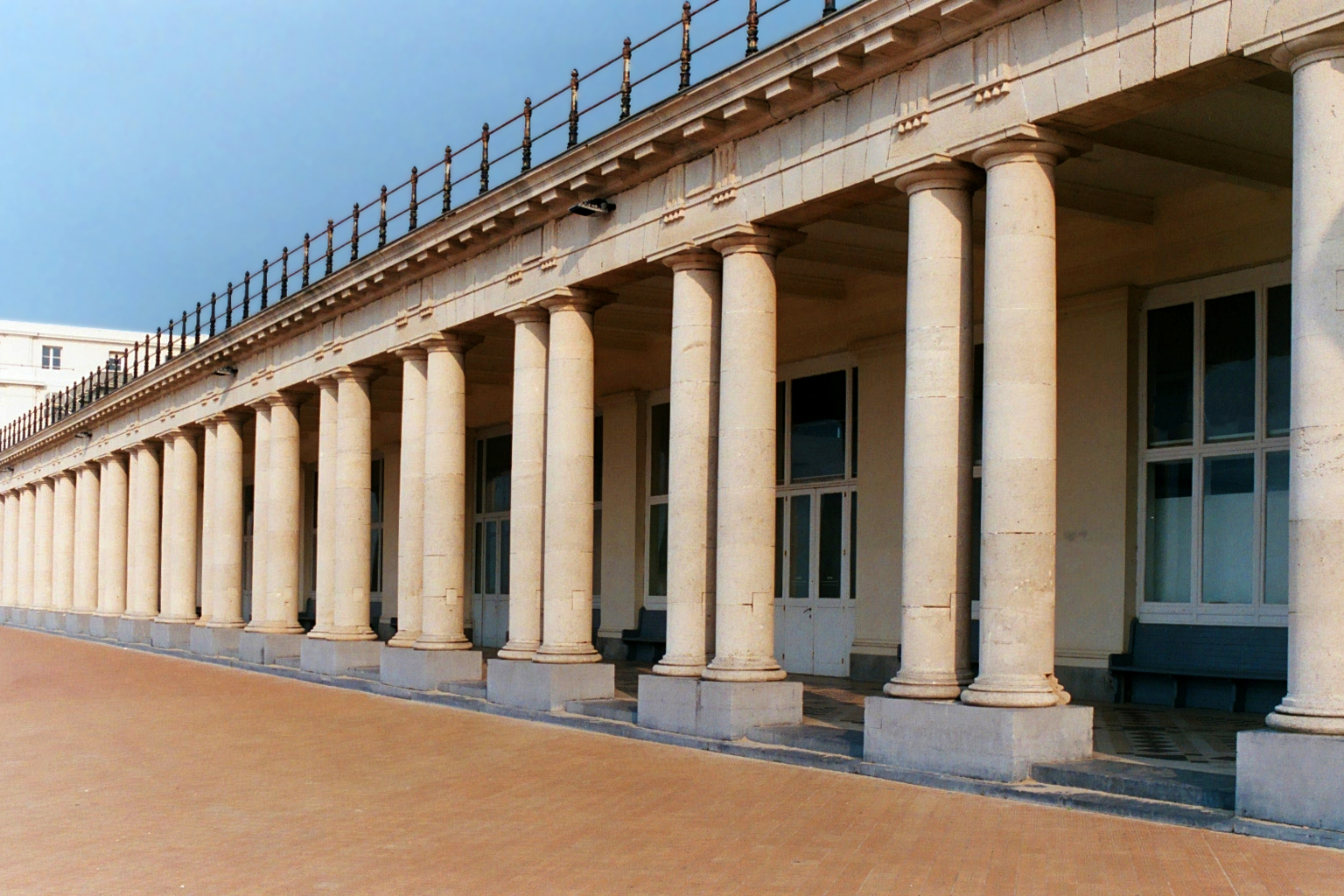
Galeries royales d'Ostende
Charles Girault, 1905

Le roi Léopold II (1865-1909) fut un grand bâtisseur, qui couvrit le pays de bâtiments d'envergure destinés à asseoir le prestige de la monarchie.
Cependant, sous son règne, l'éclectisme, apparu avec Poelaert sous Léopold Ier, triomphe sous toutes ses formes : néo-roman, néogothique, néorenaissance, néobaroque…
Le néo-classicisme sous Léopold II n'échappe pas à cette tendance et se teinte d'éclectisme. Certains édifices de cette époque, comme le Palais de la Bourse de Bruxelles ou le Palais de justice de Bruxelles, sont ouvertement éclectiques, d'autres, cités ci-dessous, peuvent être globalement considérés comme néo-classiques, sans être cependant exempts de cette surcharge décorative qui caractérise l'éclectisme.
On notera que les édifices commandités par Léopold II sont frappés de son monogramme, constitué de deux lettres L disposées symétriquement
- 1867 Henri Beyaert (architecte principalement éclectique)

Cité Fontainas (avec l'architecte Trappeniers, 1867), réédification de la Chambre (1883-1886)
- 1875 Gédéon Bordiau

Plan du Quartier des Squares (1875), transformation du théâtre de la Monnaie (1876), palais du Cinquantenaire : colonnades (1880), halles nord et nord-est (1880, musée de l'armée et musée de l'air), halle sud-est ou « palais du Peuple » (1888, actuel musée Autoworld), agrandissement de la salle de séance du Sénat (1903)
- 1892 Charles Thirion

Grand Théâtre de Verviers (1892)
- 1897 Albert-Philippe Aldophe

Palais des Colonies à Tervuren (1897)
- 1902 Charles Girault (architecte français)

Agrandissement du château de Laeken (1902), Arcades du Cinquantenaire (Arc de triomphe du Cinquantenaire, 1904), galeries royales d'Ostende (1905), musée royal de l'Afrique centrale à Tervueren (1905-1910)
- 1904 Henri Maquet

Façade du palais royal de Bruxelles (1904), École royale militaire à Bruxelles (1907, avec Henri Van Dievoet)
- 1907 G. Hano

Aile droite du Palais Provincial (Bruxelles, rue du Chêne, 1907)

### Néo-classicisme tardif (1910-1980)

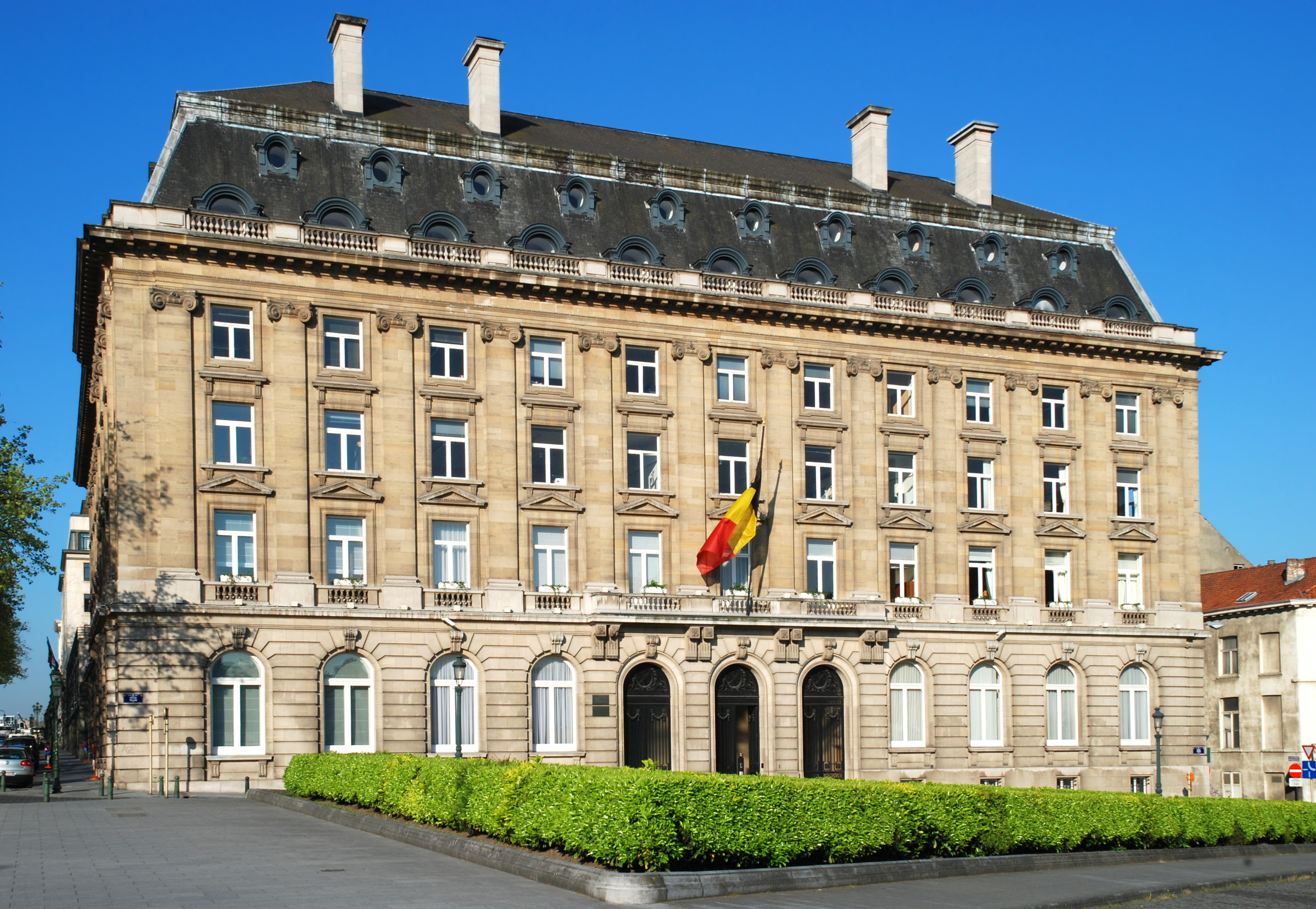
Siège d'Electrobel (1930).

Au XXe siècle, le néo-classicisme disparaît presque, balayé par les vagues novatrices de l'Art nouveau, de l'Art déco, du modernisme et du fonctionnalisme.
À Bruxelles, il ne doit sa survie qu'aux prescrits urbanistiques régissant la construction d'immeubles dans les environs du parc de Bruxelles, ainsi qu'à la volonté de préserver l'unité stylistique de ce quartier.
- 1920 Oscar Van de Voorde

Belgische Bank van de Arbeid (1920, Gand, Voldersstraat no 1)
- 1930 Michel Polak

Siège de la Compagnie d'entreprises électriques Electrobel (1929-1930, Bruxelles, place du Trône)
- 1950 André et Jean Polak

Ensemble de bureaux « Royal Atrium » (1950-1959, rue Royale 60-68 à Bruxelles; pendant de l'hôtel de Ligne de Barnabé Guimard)
- 1966 Christian Housiaux, Hugo Van Kuyck, Pierre Guillissen

Siège de la Société générale de Belgique (1966-1980, Bruxelles, rue Royale 20-40)
- 1972-1974 Christian et Jean-Pierre Housiaux

Extension du siège de l'Union minière (1977, Bruxelles, extension située rue du Marais 21)

### Architecture monumentale classicisante (1929-1959)
Durant l'entre-deux-guerres se développe dans de nombreux pays européens un type d'architecture officielle consistant en une variante monumentale de l'architecture néo-classique.
Les années 1930 étant celles des régimes totalitaires, ce style est souvent réduit à tort à l'architecture totalitaire (architecture stalinienne, architecture nazie, architecture fasciste italienne, architecture fasciste portugaise ou style portugais suave) alors qu'on le retrouve à la même époque dans les pays démocratiques comme la Belgique, la France (où l'exemple le plus illustre est le Palais de Chaillot sur la place du Trocadéro à Paris, face à la tour Eiffel), la Grande-Bretagne ou les États-Unis.
NB : nous donnons ici 1959 comme date de fin de l'architecture monumentale classicisante en Belgique et non 1969, car la dernière réalisation de ce style date de 1959, 1969 n'étant que la date de fin de l'énorme chantier de la Bibliothèque royale Albert Ier.

### Postmodernisme (après 1980)

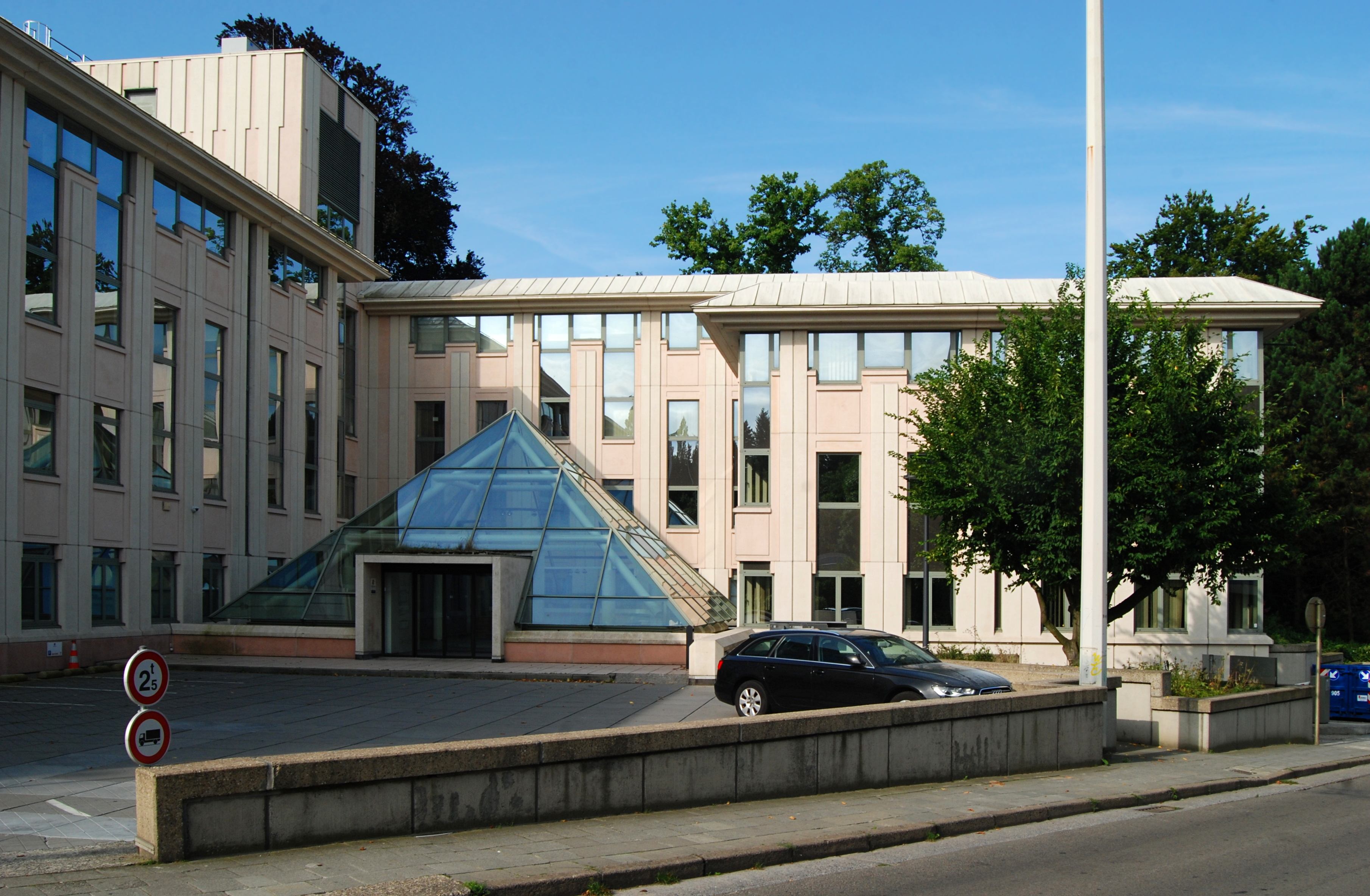
« Goemaere » (« Thilly Van Eessel I ») (1988).

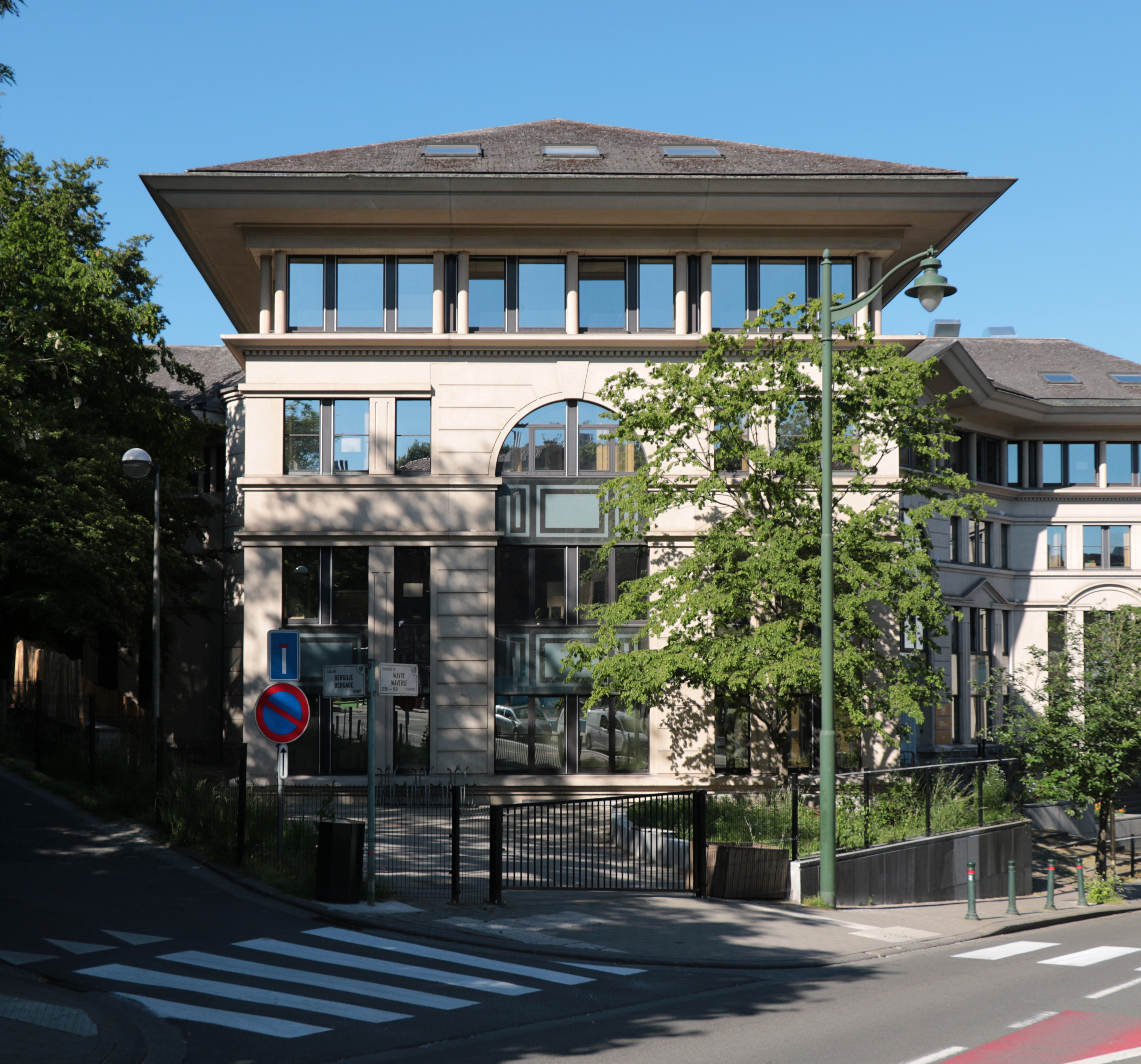
Place Communale d'Auderghem (1993-1994).

À la fin du XXe siècle, le néo-classicisme réapparaît sous une forme revisitée et épurée qui s'inscrit dans le courant du Postmodernisme.
Ce néo-classicisme postmoderne est fortement utilisé pour la construction de bureaux et de complexes de bureaux appelés « Office Parks ».
- 1989 Ricardo Bofill (architecte espagnol)

Siège de SWIFT (1989, La Hulpe)
- 1989 José Vanden Bossche

« Orion Center » (IWT), boulevard Bischoffsheim 21-25 (avec Fr.Schilling)
- 1993 Bureau d'architectes ASSAR

« Goemaere » (« Thilly Van Eessel I »), chaussée de Wavre 1945 (1988-1998)
Place communale d'Auderghem (1993-1994)
- 1994 Wolf et Conreur

« Office Park Rozendal » (Terhulpsesteenweg 6, Albert I-laan 2, Hoeilaart)
- 1995 Jacques Cuisinier

Hôtel Méridien (1995, Bruxelles, Carrefour de l'Europe, face à la gare centrale)
- 1996 « Roosevelt Office Park » (avenue Roosevelt 104 à Genval)